# Lega Pro Prima Divisione 2011-2012
La Lega Pro Prima Divisione 2011-2012 è stato il 34º campionato di calcio italiano di categoria. Il campionato è iniziato ufficialmente il 4 settembre. Quattro le soste: il 25 dicembre ed il 1º gennaio 2012 per le festività natalizie, il 19 febbraio, e l'8 aprile per le festività pasquali. Si sono previsti due turni infrasettimanali: il 12 ottobre ed il 4 aprile. L'orario delle gare, esclusi anticipi e posticipi è stato il seguente: dal 4 settembre alle ore 15:00, dal 30 ottobre alle ore 14:30, dal 25 marzo nuovamente alle 15:00, mentre le gare di play-off e play-out si sono disputate alle 15:00, alle 16:00 e alle 17:00. Il campionato si è concluso il 6 maggio 2012 con la vittoria della Ternana nel girone A e dello Spezia nel girone B.
I calendari della nuova stagione sono stati stilati (insieme a quelli della Seconda Divisione) in una cerimonia ufficiale presso Palazzo Vecchio, a Firenze, venerdì 12 agosto 2011 con diretta televisiva su Rai Sport 1.
Confermato anche quest'anno un posticipo al lunedì, che è stato trasmesso alle 20:45 su Rai Sport 1, il quale trasmette anche gli spareggi play-off. Novità, invece, è la diretta televisiva dell'anticipo del venerdì alle 20:30 sul canale Sportitalia 1.

## Stagione
Alla Prima Divisione partecipano 36 squadre divise in due gironi da 18.
Quattro di queste sono le retrocesse dalla Serie B (Triestina, Frosinone, Portogruaro e Piacenza).
Sei, invece le promosse dalla Lega Pro Seconda Divisione (Tritium, Feralpisalò, Carpi, Carrarese, Latina e Trapani) 
Cinque squadre della Lega Pro Prima Divisione sono state escluse per motivi economici: Ravenna e Salernitana (iscritte in Serie D), Atletico Roma (radiata dai campionati professionistici), Gela (che ripartirà dalla Terza Categoria) e Lucchese (che si iscriverà in Eccellenza toscana).
L'Alessandria è stata declassata in ultima posizione e quindi retrocessa in Seconda Divisione a causa di responsabilità diretta nell'ambito di Scommessopoli permettendo così al Monza, retrocesso sul campo, di rimanere in Prima Divisione. A completamento di organico sono state ripescate Pro Vercelli, Prato e Avellino dalla Seconda Divisione e Ternana e Südtirol dalla Prima Divisione.
La regione con più squadre partecipanti è la Lombardia con 8 squadre al via, seguita da Emilia-Romagna, Puglia e Toscana (4), Campania (3), Umbria, Lazio, Veneto, Sicilia (2) infine Liguria, Piemonte, Trentino-Alto Adige, Friuli-Venezia Giulia e Abruzzo con una sola squadra. Sardegna, Valle d'Aosta, Basilicata, Molise, Marche e Calabria non hanno squadre partecipanti.
La stagione è stata influenzata pesantemente dalle sentenza riguardanti il primo filone dello scandalo del calcio scommesse denominato Scommessopoli, con varie penalizzazioni di squadre come Benevento, Cremonese, Reggiana e Viareggio.

### Regolamento

#### Promozioni
Sono promosse in Serie B due squadre per ciascun girone: la prima classificata, che viene promossa direttamente, e la vincitrice dei play-off, che riguardano le squadre classificate dal secondo al quinto posto. La 2ª classificata affronta la 5ª e la 3ª gioca contro la 4ª: gara di andata giocata in casa della peggio classificata, in caso di parità di punteggio dopo 180 minuti passa la squadra meglio piazzata. In questo campionato le gare di andata si sono giocate il 20 mentre quelle di ritorno il 27 maggio 2012. Le vincenti si giocano la promozione, con gara di andata sul campo della peggio piazzata in campionato: con risultato di parità si giocano i tempi supplementari, e nel caso in cui il pareggio persista anche al termine di questi, viene promossa la meglio classificata. Le finali play-off si giocano il 3 ed il 10 giugno 2012.

#### Retrocessioni
Per ciascun girone retrocedono in Seconda Divisione tre formazioni: l'ultima retrocede direttamente, le altre due sono le perdenti dei play-out. La 14ª gioca contro la 17ª e la 15ª contro la 16ª: si seguono gli stessi criteri dei play-off per quanto riguarda le gare giocate in casa (la prima sfida si tiene sul campo della peggio piazzata) e in caso di pareggio dopo 180 minuti si salva la squadra meglio classificata. I play-out si disputano il 20 maggio 2012 e il ritorno il 27 maggio 2012.

## Girone A
Il girone A viene vinto dagli umbri della Ternana di Domenico Toscano che chiuse prima con 65 punti (a -2 dalla diretta concorrente Taranto) e conquista la promozione in B dopo 6 anni di assenza: decisiva è la gara vinta contro la Reggiana in casa il 25 aprile per 2-0 che sancisce la promozione diretta. Nei play-off, ritorno storico per la Pro Vercelli (che solo qualche anno prima rischiava di scomparire dal calcio italiano, trovando aiuto nella Pro Belvedere Vercelli con cui si fuse evitando un possibile fallimento) dopo ben 64 anni di assenza dal campionato cadetto: i piemontesi sconfissero in semifinale il Taranto (2-1; 0-0) e in finale si trovò la sorpresa Carpi, a prevalere saranno le bianche casacche che dopo il pareggio dell'andata, sconfissero gli emiliani per 3-1: Vercelli può tornare a sognare.
Non evita la retrocessione in Seconda Divisione il Foligno condannato da tempo: ai play-out seguiranno gli umbri il Monza (perdente contro il Viareggio, coi risultati di 0-1 e 1-5), e la SPAL (perdente contro il Pavia coi risultati di 0-0 e 0-2); tuttavia, solo gli umbri e i brianzoli scenderanno di categoria inferiore, infatti la SPAL, il Foggia, e il Taranto non presentarono l'iscrizione per la successiva stagione del campionato, iscrivendosi in Serie D.

### Squadre partecipanti
| Club         | Stagione | Città (prov.)         | Stadio                                                                                      | Stagione precedente                                 |
| ------------ | -------- | --------------------- | ------------------------------------------------------------------------------------------- | --------------------------------------------------- |
| Avellino     | dettagli | Avellino              | Stadio Partenio-Adriano Lombardi                                                            | 4º posto in Lega Pro Seconda Divisione/C, ripescato |
| Benevento    | dettagli | Benevento             | Stadio Ciro Vigorito                                                                        | 2º posto in Lega Pro Prima Divisione/B              |
| Carpi        | dettagli | Carpi (MO)            | Stadio Giglio (Reggio Emilia) Stadio Sandro Cabassi (Carpi) Stadio Alberto Braglia (Modena) | 1º posto in Lega Pro Seconda Divisione/B, promosso  |
| Como         | dettagli | Como                  | Stadio Giuseppe Sinigaglia                                                                  | 8º posto in Lega Pro Prima Divisione/A              |
| Foggia       | dettagli | Foggia                | Stadio Pino Zaccheria                                                                       | 6º posto in Lega Pro Prima Divisione/B              |
| Foligno      | dettagli | Foligno (PG)          | Stadio Enzo Blasone                                                                         | 16º posto in Lega Pro Prima Divisione/B             |
| Lumezzane    | dettagli | Lumezzane (BS)        | Nuovo Stadio Comunale                                                                       | 6º posto in Lega Pro Prima Divisione/A              |
| Monza        | dettagli | Monza                 | Stadio Brianteo                                                                             | 15º posto in Lega Pro Prima Divisione/A, ripescato  |
| Pavia        | dettagli | Pavia                 | Stadio Pietro Fortunati                                                                     | 12º posto in Lega Pro Prima Divisione/A             |
| Pisa         | dettagli | Pisa                  | Stadio Romeo Anconetani                                                                     | 10º posto in Lega Pro Prima Divisione/B             |
| Pro Vercelli | dettagli | Vercelli              | Stadio Silvio Piola                                                                         | 3º posto in Lega Pro Seconda Divisione/A, ripescato |
| Reggiana     | dettagli | Reggio Emilia         | Stadio Giglio                                                                               | 7º posto in Lega Pro Prima Divisione/A              |
| Sorrento     | dettagli | Sorrento (NA)         | Stadio Italia                                                                               | 2º posto in Lega Pro Prima Divisione/A              |
| SPAL         | dettagli | Ferrara               | Stadio Paolo Mazza                                                                          | 9º posto in Lega Pro Prima Divisione/A              |
| Taranto      | dettagli | Taranto               | Stadio Erasmo Iacovone                                                                      | 4º posto in Lega Pro Prima Divisione/B              |
| Ternana      | dettagli | Terni                 | Stadio Libero Liberati                                                                      | 15º posto in Lega Pro Prima Divisione/B, ripescata  |
| Tritium      | dettagli | Trezzo sull'Adda (MI) | Stadio Brianteo (Monza)                                                                     | 1º posto in Lega Pro Seconda Divisione/A, promosso  |
| Viareggio    | dettagli | Viareggio (LU)        | Stadio Torquato Bresciani                                                                   | 17º posto in Lega Pro Prima Divisione/B             |

### Allenatori
| Squadra   | Allenatore |              | Squadra                                                                                   | Allenatore                                       |
| --------- | --- | ------------ | ----------------------------------------------------------------------------------------- | ------------------------------------------------ |
| Avellino  | Giovanni Bucaro |              | Pisa                                                                                      | Dino Pagliari (1ª-23ª) Alessandro Pane (24ª-34ª) |
| Benevento | Gianni Simonelli (1ª-14ª) Carmelo Imbriani (15ª-34ª)                                                                      | Pro Vercelli | Maurizio Braghin                                                                          |                                                  |
| Carpi     | Massimiliano Maddaloni (1ª-7ª) Egidio Notaristefano (8ª-34ª e play-off)                                                   | Reggiana     | Amedeo Mangone (1ª-17ª) Lamberto Zauli e Salvatore Lanna (18ª-34ª)                        |                                                  |
| Como      | Ernestino Ramella (1ª-19ª) Giuseppe Manari (20ª-23ª) Vincenzo Chiarenza (24ª-26ª) Ernestino Ramella (27ª-34ª)             | Sorrento     | Maurizio Sarri (1ª-16ª) Gennaro Ruotolo (17ª-34ª e play-off)                              |                                                  |
| Foggia    | Valter Bonacina (1ª-8ª) Paolo Stringara (9ª-30ª) Valter Bonacina (31ª-34ª)                                                | SPAL         | Stefano Vecchi                                                                            |                                                  |
| Foligno   | Giovanni Pagliari (1ª-7ª) Lamberto Magrini (8ª-34ª)                                                                       | Taranto      | Davide Dionigi                                                                            |                                                  |
| Lumezzane | Davide Nicola | Ternana      | Domenico Toscano                                                                          |                                                  |
| Monza     | Gianfranco Motta | Tritium      | Simone Boldini (1ª-32ª) Roberto Romualdi (33ª-34ª)                                        |                                                  |
| Pavia     | Manuele Domenicali (1ª-9ª) Rosario Pergolizzi (10ª-15ª) Claudio Sangiorgio (16ª-20ª) Giorgio Roselli (21ª-34ª e play-out) | Viareggio    | Agenore Maurizi (1ª-5ª) Francesco Bertolucci (6ª-23ª) Stefano Cuoghi (24ª-34ª e play-out) |                                                  |

### Classifica finale
|  | Pos. | Squadra        | Pt | G  | V  | N  | P  | GF | GS | DR  |
|  | ---- | -------------- | -- | -- | -- | -- | -- | -- | -- | --- |
|  | 1.   | Ternana        | 65 | 34 | 17 | 14 | 3  | 40 | 19 | +21 |
|  | 2.   | Taranto (-7)   | 63 | 34 | 19 | 13 | 2  | 41 | 16 | +25 |
|  | 3.   | Carpi          | 61 | 34 | 17 | 10 | 7  | 46 | 26 | +20 |
|  | 4.   | Sorrento (-2)  | 58 | 34 | 16 | 12 | 6  | 43 | 26 | +17 |
|  | 5.   | Pro Vercelli   | 57 | 34 | 15 | 12 | 7  | 40 | 19 | +21 |
|  | 6.   | Benevento (-2) | 56 | 34 | 17 | 7  | 10 | 46 | 34 | +12 |
|  | 7.   | Pisa           | 46 | 34 | 11 | 13 | 10 | 37 | 35 | +2  |
|  | 8.   | Lumezzane      | 43 | 34 | 12 | 7  | 15 | 28 | 35 | -7  |
|  | 9.   | Reggiana (-2)  | 41 | 34 | 12 | 7  | 15 | 36 | 42 | -6  |
|  | 10.  | Avellino       | 40 | 34 | 11 | 7  | 16 | 39 | 46 | -7  |
|  | 11.  | Foggia (-4)    | 38 | 34 | 11 | 9  | 14 | 33 | 38 | -5  |
|  | 12.  | Tritium        | 37 | 34 | 9  | 10 | 15 | 26 | 40 | -14 |
|  | 13.  | Como (-3)      | 36 | 34 | 10 | 9  | 15 | 39 | 47 | -8  |
|  | 14.  | Viareggio      | 36 | 34 | 10 | 6  | 18 | 31 | 47 | -16 |
|  | 15.  | SPAL (-8)      | 34 | 34 | 11 | 9  | 14 | 32 | 36 | -4  |
|  | 16.  | Pavia          | 33 | 34 | 7  | 12 | 15 | 37 | 50 | -13 |
|  | 17.  | Monza          | 33 | 34 | 7  | 12 | 15 | 27 | 42 | -15 |
|  | 18.  | Foligno (-3)   | 22 | 34 | 6  | 7  | 21 | 24 | 47 | -23 |

Legenda:
      Promossa in Serie B 2012-2013.
 Qualificata ai play-off o ai play-out.
      Retrocessa in Lega Pro Seconda Divisione 2012-2013.
Regolamento:
Tre punti a vittoria, uno a pareggio, zero a sconfitta.
In caso di arrivo di due o più squadre a pari punti, la graduatoria verrà stilata secondo la classifica avulsa tra le squadre interessate che prevede, in ordine, i seguenti criteri:
- Punti negli scontri diretti
- Differenza reti negli scontri diretti
- Differenza reti generale
- Reti realizzate in generale
- Sorteggio

Note:
La SPAL ha scontato 8 punti di penalizzazione.
Il Taranto ha scontato 7 punti di penalizzazione.
Il Foggia ha scontato 4 punti di penalizzazione.
Il Como ha scontato 3 punti di penalizzazione.
Il Foligno ha scontato 3 punti di penalizzazione.
Il Sorrento ha scontato 2 punti di penalizzazione.
Il Benevento ha scontato 2 punti di penalizzaione.
La Reggiana ha scontato 2 punti di penalizzazione.

### Risultati

#### Tabellone
|              | Ave  | Ben  | Car  | Com  | Fog  | Fol  | Lum  | Mon  | Pav  | Pis  | Pve  | Reg  | SPA  | Sor  | Tar  | Ter  | Tri  | Via  |
| ------------ | ---- | ---- | ---- | ---- | ---- | ---- | ---- | ---- | ---- | ---- | ---- | ---- | ---- | ---- | ---- | ---- | ---- | ---- |
| Avellino     | –––– | 1-1  | 1-0  | 3-3  | 4-0  | 2-0  | 2-1  | 1-2  | 1-1  | 1-0  | 2-1  | 2-0  | 2-1  | 0-1  | 1-2  | 1-3  | 1-2  | 2-0  |
| Benevento    | 2-2  | –––– | 0-1  | 1-0  | 0-1  | 1-0  | 3-0  | 1-0  | 2-0  | 2-0  | 1-1  | 2-2  | 2-0  | 1-0  | 2-1  | 0-2  | 1-0  | 5-1  |
| Carpi        | 0-0  | 1-1  | –––– | 1-0  | 3-2  | 1-0  | 3-0  | 2-0  | 2-1  | 2-2  | 2-1  | 3-1  | 1-0  | 1-0  | 0-2  | 1-1  | 4-0  | 3-0  |
| Como         | 1-0  | 2-1  | 1-0  | –––– | 0-0  | 2-2  | 2-1  | 0-1  | 2-1  | 1-2  | 1-0  | 1-2  | 0-2  | 2-2  | 1-1  | 0-0  | 1-2  | 1-2  |
| Foggia       | 1-1  | 1-2  | 1-2  | 1-2  | –––– | 2-0  | 1-0  | 1-0  | 1-2  | 1-0  | 1-1  | 0-2  | 0-2  | 1-1  | 0-1  | 3-1  | 0-1  | 1-1  |
| Foligno      | 1-0  | 2-2  | 1-0  | 1-2  | 0-1  | –––– | 1-2  | 1-0  | 2-2  | 0-2  | 0-0  | 1-1  | 0-1  | 2-1  | 1-2  | 1-1  | 0-1  | 1-1  |
| Lumezzane    | 2-1  | 0-2  | 1-1  | 2-2  | 2-0  | 3-0  | –––– | 0-0  | 1-2  | 1-1  | 0-1  | 1-0  | 0-0  | 0-1  | 0-3  | 0-0  | 1-0  | 1-0  |
| Monza        | 1-1  | 1-2  | 0-1  | 1-1  | 2-1  | 2-1  | 0-1  | –––– | 2-2  | 0-2  | 0-1  | 0-2  | 3-1  | 0-3  | 0-0  | 0-2  | 1-1  | 0-3  |
| Pavia        | 2-3  | 1-2  | 0-0  | 2-1  | 0-2  | 3-0  | 0-2  | 0-0  | –––– | 1-1  | 1-2  | 1-1  | 1-0  | 0-2  | 0-2  | 0-0  | 2-2  | 1-2  |
| Pisa         | 3-0  | 2-0  | 2-1  | 1-0  | 1-1  | 2-0  | 0-2  | 2-2  | 1-0  | –––– | 1-4  | 2-1  | 1-2  | 2-2  | 2-2  | 1-1  | 0-2  | 2-0  |
| Pro Vercelli | 4-1  | 3-0  | 0-0  | 2-0  | 0-0  | 0-1  | 1-0  | 1-1  | 0-1  | 0-0  | –––– | 2-0  | 1-0  | 4-0  | 0-0  | 0-0  | 2-0  | 2-0  |
| Reggiana     | 1-0  | 0-2  | 1-1  | 2-4  | 0-2  | 2-1  | 1-0  | 1-2  | 2-1  | 1-0  | 1-1  | –––– | 3-0  | 1-1  | 0-1  | 0-2  | 3-1  | 1-1  |
| SPAL         | 3-1  | 0-2  | 2-2  | 2-1  | 1-2  | 3-2  | 0-2  | 0-0  | 4-0  | 1-1  | 1-1  | 0-1  | –––– | 0-1  | 0-0  | 0-0  | 2-1  | 1-0  |
| Sorrento     | 2-0  | 2-0  | 2-1  | 2-0  | 2-0  | 1-0  | 1-2  | 2-0  | 2-2  | 1-1  | 2-1  | 2-1  | 1-1  | –––– | 0-0  | 0-0  | 2-0  | 2-0  |
| Taranto      | 2-0  | 1-1  | 1-1  | 3-1  | 2-1  | 1-0  | 1-0  | 2-1  | 2-1  | 0-0  | 0-0  | 1-0  | 1-0  | 1-0  | –––– | 0-1  | 2-0  | 2-0  |
| Ternana      | 2-1  | 2-0  | 2-1  | 2-1  | 1-1  | 2-1  | 1-0  | 1-1  | 2-2  | 1-0  | 1-0  | 2-0  | 0-1  | 0-0  | 1-1  | –––– | 2-0  | 1-0  |
| Tritium      | 1-0  | 2-1  | 0-1  | 1-1  | 1-1  | 0-1  | 0-0  | 1-3  | 1-1  | 0-0  | 1-2  | 0-1  | 1-1  | 0-0  | 1-1  | 2-0  | –––– | 0-2  |
| Viareggio    | 0-1  | 2-1  | 0-3  | 1-2  | 0-2  | 1-0  | 4-0  | 1-1  | 1-3  | 2-0  | 0-1  | 2-1  | 2-0  | 2-2  | 0-0  | 0-3  | 0-1  | –––– |

#### Calendario
| andata (1ª) | andata (1ª) | 1ª giornata       | ritorno (18ª) | ritorno (18ª) |
|             |             |                   |               |               |
| 5 set.      | 2-0         | Avellino-Foligno  | 0-1           | 8 gen.        |
| 4 set.      | 4-0         | Carpi-Tritium     | 1-0           | 8 gen.        |
| 14 set.     | 1-0         | Como-Pro Vercelli | 0-2           | 8 gen.        |
| 4 set.      | 1-2         | Foggia-Benevento  | 1-0           | 8 gen.        |
| 14 set.     | 0-3         | Lumezzane-Taranto | 0-1           | 8 gen.        |
| 4 set.      | 0-3         | Monza-Sorrento    | 0-2           | 8 gen.        |
| 4 set.      | 1-1         | Pavia-Reggiana    | 1-2           | 8 gen.        |
| 4 set.      | 1-1         | SPAL-Pisa         | 2-1           | 8 gen.        |
| 4 set.      | 1-0         | Ternana-Viareggio | 3-0           | 8 gen.        |

| andata (2ª) | andata (2ª) | 2ª giornata         | ritorno (19ª) | ritorno (19ª) |
|             |             |                     |               |               |
| 11 set.     | 3-0         | Benevento-Lumezzane | 2-0           | 15 gen.       |
| 11 set.     | 1-2         | Foligno-Como        | 2-2           | 15 gen.       |
| 11 set.     | 3-0         | Pisa-Avellino       | 0-1           | 15 gen.       |
| 11 set.     | 0-0         | Pro Vercelli-Foggia | 1-1           | 15 gen.       |
| 11 set.     | 1-2         | Reggiana-Monza      | 2-0           | 15 gen.       |
| 11 set.     | 2-2         | Sorrento-Pavia      | 2-0           | 15 gen.       |
| 11 set.     | 1-0         | Taranto-SPAL        | 0-0           | 15 gen.       |
| 12 set.     | 2-0         | Tritium-Ternana     | 0-2           | 15 gen.       |
| 11 set.     | 0-3         | Viareggio-Carpi     | 0-3           | 15 gen.       |

| andata (1ª) | andata (1ª) | 1ª giornata       | ritorno (18ª) | ritorno (18ª) |
|             |             |                   |               |               |
| 5 set.      | 2-0         | Avellino-Foligno  | 0-1           | 8 gen.        |
| 4 set.      | 4-0         | Carpi-Tritium     | 1-0           | 8 gen.        |
| 14 set.     | 1-0         | Como-Pro Vercelli | 0-2           | 8 gen.        |
| 4 set.      | 1-2         | Foggia-Benevento  | 1-0           | 8 gen.        |
| 14 set.     | 0-3         | Lumezzane-Taranto | 0-1           | 8 gen.        |
| 4 set.      | 0-3         | Monza-Sorrento    | 0-2           | 8 gen.        |
| 4 set.      | 1-1         | Pavia-Reggiana    | 1-2           | 8 gen.        |
| 4 set.      | 1-1         | SPAL-Pisa         | 2-1           | 8 gen.        |
| 4 set.      | 1-0         | Ternana-Viareggio | 3-0           | 8 gen.        |

| andata (2ª) | andata (2ª) | 2ª giornata         | ritorno (19ª) | ritorno (19ª) |
|             |             |                     |               |               |
| 11 set.     | 3-0         | Benevento-Lumezzane | 2-0           | 15 gen.       |
| 11 set.     | 1-2         | Foligno-Como        | 2-2           | 15 gen.       |
| 11 set.     | 3-0         | Pisa-Avellino       | 0-1           | 15 gen.       |
| 11 set.     | 0-0         | Pro Vercelli-Foggia | 1-1           | 15 gen.       |
| 11 set.     | 1-2         | Reggiana-Monza      | 2-0           | 15 gen.       |
| 11 set.     | 2-2         | Sorrento-Pavia      | 2-0           | 15 gen.       |
| 11 set.     | 1-0         | Taranto-SPAL        | 0-0           | 15 gen.       |
| 12 set.     | 2-0         | Tritium-Ternana     | 0-2           | 15 gen.       |
| 11 set.     | 0-3         | Viareggio-Carpi     | 0-3           | 15 gen.       |

| andata (3ª) | andata (3ª) | 3ª giornata        | ritorno (20ª) | ritorno (20ª) |
|             |             |                    |               |               |
| 18 set.     | 1-2         | Avellino-Tritium   | 0-1           | 22 gen.       |
| 18 set.     | 2-2         | Benevento-Reggiana | 2-0           | 22 gen.       |
| 18 set.     | 3-0         | Carpi-Lumezzane    | 1-1           | 22 gen.       |
| 18 set.     | 2-2         | Como-Sorrento      | 0-2           | 22 gen.       |
| 18 set.     | 0-1         | Monza-Pro Vercelli | 1-1           | 22 gen.       |
| 18 set.     | 1-1         | Pisa-Foggia        | 0-1           | 23 gen.       |
| 18 set.     | 1-0         | SPAL-Viareggio     | 0-2           | 22 gen.       |
| 18 set.     | 2-1         | Taranto-Pavia      | 2-0           | 22 gen.       |
| 18 set.     | 2-1         | Ternana-Foligno    | 1-1           | 22 gen.       |

| andata (4ª) | andata (4ª) | 4ª giornata        | ritorno (21ª) | ritorno (21ª) |
|             |             |                    |               |               |
| 25 set.     | 1-0         | Foggia-Monza       | 1-2           | 29 gen.       |
| 25 set.     | 2-2         | Foligno-Benevento  | 0-1           | 29 gen.       |
| 25 set.     | 0-0         | Lumezzane-Ternana  | 0-1           | 29 gen.       |
| 25 set.     | 0-0         | Pavia-Carpi        | 1-2           | 29 gen.       |
| 25 set.     | 0-0         | Pro Vercelli-Pisa  | 4-1           | 29 gen.       |
| 25 set.     | 2-4         | Reggiana-Como      | 2-1           | 29 gen.       |
| 25 set.     | 0-0         | Sorrento-Taranto   | 0-1           | 30 gen.       |
| 25 set.     | 1-1         | Tritium-SPAL       | 1-2           | 29 gen.       |
| 25 set.     | 0-1         | Viareggio-Avellino | 0-2           | 29 gen.       |

| andata (3ª) | andata (3ª) | 3ª giornata        | ritorno (20ª) | ritorno (20ª) |
|             |             |                    |               |               |
| 18 set.     | 1-2         | Avellino-Tritium   | 0-1           | 22 gen.       |
| 18 set.     | 2-2         | Benevento-Reggiana | 2-0           | 22 gen.       |
| 18 set.     | 3-0         | Carpi-Lumezzane    | 1-1           | 22 gen.       |
| 18 set.     | 2-2         | Como-Sorrento      | 0-2           | 22 gen.       |
| 18 set.     | 0-1         | Monza-Pro Vercelli | 1-1           | 22 gen.       |
| 18 set.     | 1-1         | Pisa-Foggia        | 0-1           | 23 gen.       |
| 18 set.     | 1-0         | SPAL-Viareggio     | 0-2           | 22 gen.       |
| 18 set.     | 2-1         | Taranto-Pavia      | 2-0           | 22 gen.       |
| 18 set.     | 2-1         | Ternana-Foligno    | 1-1           | 22 gen.       |

| andata (4ª) | andata (4ª) | 4ª giornata        | ritorno (21ª) | ritorno (21ª) |
|             |             |                    |               |               |
| 25 set.     | 1-0         | Foggia-Monza       | 1-2           | 29 gen.       |
| 25 set.     | 2-2         | Foligno-Benevento  | 0-1           | 29 gen.       |
| 25 set.     | 0-0         | Lumezzane-Ternana  | 0-1           | 29 gen.       |
| 25 set.     | 0-0         | Pavia-Carpi        | 1-2           | 29 gen.       |
| 25 set.     | 0-0         | Pro Vercelli-Pisa  | 4-1           | 29 gen.       |
| 25 set.     | 2-4         | Reggiana-Como      | 2-1           | 29 gen.       |
| 25 set.     | 0-0         | Sorrento-Taranto   | 0-1           | 30 gen.       |
| 25 set.     | 1-1         | Tritium-SPAL       | 1-2           | 29 gen.       |
| 25 set.     | 0-1         | Viareggio-Avellino | 0-2           | 29 gen.       |

| andata (5ª) | andata (5ª) | 5ª giornata            | ritorno (22ª) | ritorno (22ª) |
|             |             |                        |               |               |
| 2 ott.      | 0-1         | Avellino-Sorrento      | 0-2           | 5 feb.        |
| 2 ott.      | 1-1         | Benevento-Pro Vercelli | 0-3           | 5 feb.        |
| 3 ott.      | 0-0         | Como-Foggia            | 2-1           | 5 feb.        |
| 2 ott.      | 2-2         | Monza-Pavia            | 0-0           | 5 feb.        |
| 2 ott.      | 0-2         | Pisa-Tritium           | 0-0           | 5 feb.        |
| 2 ott.      | 2-1         | Reggiana-Foligno       | 1-1           | 5 feb.        |
| 2 ott.      | 0-2         | SPAL-Lumezzane         | 0-0           | 19 feb.       |
| 2 ott.      | 2-0         | Taranto-Viareggio      | 0-0           | 5 feb.        |
| 2 ott.      | 2-1         | Ternana-Carpi          | 1-1           | 5 feb.        |

| andata (6ª) | andata (6ª) | 6ª giornata           | ritorno (23ª) | ritorno (23ª) |
|             |             |                       |               |               |
| 9 ott.      | 0-2         | Carpi-Taranto         | 1-1           | 12 feb.       |
| 9 ott.      | 0-2         | Como-SPAL             | 1-2           | 29 feb.       |
| 9 ott.      | 1-1         | Foggia-Viareggio      | 2-0           | 12 feb.       |
| 9 ott.      | 1-1         | Lumezzane-Pisa        | 2-0           | 12 feb.       |
| 9 ott.      | 1-1         | Monza-Tritium         | 3-1           | 12 feb.       |
| 9 ott.      | 3-0         | Pavia-Foligno         | 2-2           | 18 feb.       |
| 9 ott.      | 4-1         | Pro Vercelli-Avellino | 1-2           | 7 mar.        |
| 9 ott.      | 2-1         | Sorrento-Reggiana     | 1-1           | 18 feb.       |
| 9 ott.      | 2-0         | Ternana-Benevento     | 2-0           | 13 feb.       |

| andata (5ª) | andata (5ª) | 5ª giornata            | ritorno (22ª) | ritorno (22ª) |
|             |             |                        |               |               |
| 2 ott.      | 0-1         | Avellino-Sorrento      | 0-2           | 5 feb.        |
| 2 ott.      | 1-1         | Benevento-Pro Vercelli | 0-3           | 5 feb.        |
| 3 ott.      | 0-0         | Como-Foggia            | 2-1           | 5 feb.        |
| 2 ott.      | 2-2         | Monza-Pavia            | 0-0           | 5 feb.        |
| 2 ott.      | 0-2         | Pisa-Tritium           | 0-0           | 5 feb.        |
| 2 ott.      | 2-1         | Reggiana-Foligno       | 1-1           | 5 feb.        |
| 2 ott.      | 0-2         | SPAL-Lumezzane         | 0-0           | 19 feb.       |
| 2 ott.      | 2-0         | Taranto-Viareggio      | 0-0           | 5 feb.        |
| 2 ott.      | 2-1         | Ternana-Carpi          | 1-1           | 5 feb.        |

| andata (6ª) | andata (6ª) | 6ª giornata           | ritorno (23ª) | ritorno (23ª) |
|             |             |                       |               |               |
| 9 ott.      | 0-2         | Carpi-Taranto         | 1-1           | 12 feb.       |
| 9 ott.      | 0-2         | Como-SPAL             | 1-2           | 29 feb.       |
| 9 ott.      | 1-1         | Foggia-Viareggio      | 2-0           | 12 feb.       |
| 9 ott.      | 1-1         | Lumezzane-Pisa        | 2-0           | 12 feb.       |
| 9 ott.      | 1-1         | Monza-Tritium         | 3-1           | 12 feb.       |
| 9 ott.      | 3-0         | Pavia-Foligno         | 2-2           | 18 feb.       |
| 9 ott.      | 4-1         | Pro Vercelli-Avellino | 1-2           | 7 mar.        |
| 9 ott.      | 2-1         | Sorrento-Reggiana     | 1-1           | 18 feb.       |
| 9 ott.      | 2-0         | Ternana-Benevento     | 2-0           | 13 feb.       |

| andata (7ª) | andata (7ª) | 7ª giornata           | ritorno (24ª) | ritorno (24ª) |
|             |             |                       |               |               |
| 12 ott.     | 1-0         | Avellino-Carpi        | 0-0           | 25 feb.       |
| 12 ott.     | 1-0         | Benevento-Sorrento    | 0-2           | 25 feb.       |
| 12 ott.     | 1-2         | Foligno-Lumezzane     | 0-3           | 25 feb.       |
| 12 ott.     | 1-0         | Pisa-Como             | 2-1           | 25 feb.       |
| 12 ott.     | 1-1         | Reggiana-Pro Vercelli | 0-2           | 25 feb.       |
| 12 ott.     | 4-0         | SPAL-Pavia            | 0-1           | 25 feb.       |
| 12 ott.     | 0-1         | Taranto-Ternana       | 1-1           | 25 feb.       |
| 12 ott.     | 1-1         | Tritium-Foggia        | 1-0           | 25 feb.       |
| 12 ott.     | 1-1         | Viareggio-Monza       | 3-0           | 25 feb.       |

| andata (8ª) | andata (8ª) | 8ª giornata          | ritorno (25ª) | ritorno (25ª) |
|             |             |                      |               |               |
| 16 ott.     | 1-0         | Carpi-SPAL           | 2-2           | 4 mar.        |
| 16 ott.     | 2-1         | Como-Benevento       | 0-1           | 4 mar.        |
| 16 ott.     | 0-2         | Foggia-Reggiana      | 2-0           | 4 mar.        |
| 16 ott.     | 1-0         | Lumezzane-Tritium    | 0-0           | 4 mar.        |
| 16 ott.     | 1-1         | Monza-Avellino       | 2-1           | 4 mar.        |
| 16 ott.     | 1-2         | Pavia-Viareggio      | 3-1           | 4 mar.        |
| 16 ott.     | 0-0         | Pro Vercelli-Taranto | 0-0           | 4 mar.        |
| 16 ott.     | 1-0         | Sorrento-Foligno     | 1-2           | 4 mar.        |
| 16 ott.     | 1-0         | Ternana-Pisa         | 1-1           | 5 mar.        |

| andata (7ª) | andata (7ª) | 7ª giornata           | ritorno (24ª) | ritorno (24ª) |
|             |             |                       |               |               |
| 12 ott.     | 1-0         | Avellino-Carpi        | 0-0           | 25 feb.       |
| 12 ott.     | 1-0         | Benevento-Sorrento    | 0-2           | 25 feb.       |
| 12 ott.     | 1-2         | Foligno-Lumezzane     | 0-3           | 25 feb.       |
| 12 ott.     | 1-0         | Pisa-Como             | 2-1           | 25 feb.       |
| 12 ott.     | 1-1         | Reggiana-Pro Vercelli | 0-2           | 25 feb.       |
| 12 ott.     | 4-0         | SPAL-Pavia            | 0-1           | 25 feb.       |
| 12 ott.     | 0-1         | Taranto-Ternana       | 1-1           | 25 feb.       |
| 12 ott.     | 1-1         | Tritium-Foggia        | 1-0           | 25 feb.       |
| 12 ott.     | 1-1         | Viareggio-Monza       | 3-0           | 25 feb.       |

| andata (8ª) | andata (8ª) | 8ª giornata          | ritorno (25ª) | ritorno (25ª) |
|             |             |                      |               |               |
| 16 ott.     | 1-0         | Carpi-SPAL           | 2-2           | 4 mar.        |
| 16 ott.     | 2-1         | Como-Benevento       | 0-1           | 4 mar.        |
| 16 ott.     | 0-2         | Foggia-Reggiana      | 2-0           | 4 mar.        |
| 16 ott.     | 1-0         | Lumezzane-Tritium    | 0-0           | 4 mar.        |
| 16 ott.     | 1-1         | Monza-Avellino       | 2-1           | 4 mar.        |
| 16 ott.     | 1-2         | Pavia-Viareggio      | 3-1           | 4 mar.        |
| 16 ott.     | 0-0         | Pro Vercelli-Taranto | 0-0           | 4 mar.        |
| 16 ott.     | 1-0         | Sorrento-Foligno     | 1-2           | 4 mar.        |
| 16 ott.     | 1-0         | Ternana-Pisa         | 1-1           | 5 mar.        |

| andata (9ª) | andata (9ª) | 9ª giornata          | ritorno (26ª) | ritorno (26ª) |
|             |             |                      |               |               |
| 23 ott.     | 1-3         | Avellino-Ternana     | 1-2           | 11 mar.       |
| 24 ott.     | 3-1         | Carpi-Reggiana       | 1-1           | 11 mar.       |
| 23 ott.     | 0-1         | Foligno-Foggia       | 0-2           | 11 mar.       |
| 23 ott.     | 0-2         | Pavia-Lumezzane      | 2-1           | 11 mar.       |
| 23 ott.     | 2-0         | Pisa-Benevento       | 0-2           | 11 mar.       |
| 23 ott.     | 0-1         | SPAL-Sorrento        | 1-1           | 11 mar.       |
| 23 ott.     | 2-1         | Taranto-Monza        | 0-0           | 11 mar.       |
| 23 ott.     | 1-2         | Tritium-Pro Vercelli | 0-2           | 11 mar.       |
| 23 ott.     | 1-2         | Viareggio-Como       | 2-1           | 11 mar.       |

| andata (10ª) | andata (10ª) | 10ª giornata         | ritorno (27ª) | ritorno (27ª) |
|              |              |                      |               |               |
| 31 ott.      | 2-1          | Benevento-Taranto    | 1-1           | 16 mar.       |
| 30 ott.      | 1-2          | Como-Tritium         | 1-1           | 18 mar.       |
| 30 ott.      | 1-1          | Foggia-Avellino      | 0-4           | 18 mar.       |
| 30 ott.      | 1-0          | Lumezzane-Viareggio  | 0-4           | 18 mar.       |
| 30 ott.      | 3-1          | Monza-SPAL           | 0-0           | 18 mar.       |
| 30 ott.      | 0-1          | Pro Vercelli-Foligno | 0-0           | 18 mar.       |
| 30 ott.      | 1-0          | Reggiana-Pisa        | 1-2           | 18 mar.       |
| 30 ott.      | 2-1          | Sorrento-Carpi       | 0-1           | 18 mar.       |
| 30 ott.      | 2-2          | Ternana-Pavia        | 0-0           | 18 mar.       |

| andata (9ª) | andata (9ª) | 9ª giornata          | ritorno (26ª) | ritorno (26ª) |
|             |             |                      |               |               |
| 23 ott.     | 1-3         | Avellino-Ternana     | 1-2           | 11 mar.       |
| 24 ott.     | 3-1         | Carpi-Reggiana       | 1-1           | 11 mar.       |
| 23 ott.     | 0-1         | Foligno-Foggia       | 0-2           | 11 mar.       |
| 23 ott.     | 0-2         | Pavia-Lumezzane      | 2-1           | 11 mar.       |
| 23 ott.     | 2-0         | Pisa-Benevento       | 0-2           | 11 mar.       |
| 23 ott.     | 0-1         | SPAL-Sorrento        | 1-1           | 11 mar.       |
| 23 ott.     | 2-1         | Taranto-Monza        | 0-0           | 11 mar.       |
| 23 ott.     | 1-2         | Tritium-Pro Vercelli | 0-2           | 11 mar.       |
| 23 ott.     | 1-2         | Viareggio-Como       | 2-1           | 11 mar.       |

| andata (10ª) | andata (10ª) | 10ª giornata         | ritorno (27ª) | ritorno (27ª) |
|              |              |                      |               |               |
| 31 ott.      | 2-1          | Benevento-Taranto    | 1-1           | 16 mar.       |
| 30 ott.      | 1-2          | Como-Tritium         | 1-1           | 18 mar.       |
| 30 ott.      | 1-1          | Foggia-Avellino      | 0-4           | 18 mar.       |
| 30 ott.      | 1-0          | Lumezzane-Viareggio  | 0-4           | 18 mar.       |
| 30 ott.      | 3-1          | Monza-SPAL           | 0-0           | 18 mar.       |
| 30 ott.      | 0-1          | Pro Vercelli-Foligno | 0-0           | 18 mar.       |
| 30 ott.      | 1-0          | Reggiana-Pisa        | 1-2           | 18 mar.       |
| 30 ott.      | 2-1          | Sorrento-Carpi       | 0-1           | 18 mar.       |
| 30 ott.      | 2-2          | Ternana-Pavia        | 0-0           | 18 mar.       |

| andata (11ª) | andata (11ª) | 11ª giornata       | ritorno (28ª) | ritorno (28ª) |
|              |              |                    |               |               |
| 6 nov.       | 2-0          | Avellino-Reggiana  | 0-1           | 25 mar.       |
| 6 nov.       | 3-2          | Carpi-Foggia       | 2-1           | 25 mar.       |
| 6 nov.       | 0-2          | Foligno-Pisa       | 0-2           | 25 mar.       |
| 6 nov.       | 0-0          | Lumezzane-Monza    | 1-0           | 25 mar.       |
| 6 nov.       | 1-2          | Pavia-Pro Vercelli | 1-0           | 23 mar.       |
| 6 nov.       | 0-0          | SPAL-Ternana       | 1-0           | 26 mar.       |
| 6 nov.       | 3-1          | Taranto-Como       | 1-1           | 18 apr.       |
| 6 nov.       | 2-1          | Tritium-Benevento  | 0-1           | 25 mar.       |
| 6 nov.       | 2-2          | Viareggio-Sorrento | 0-2           | 25 mar.       |

| andata (12ª) | andata (12ª) | 12ª giornata           | ritorno (29ª) | ritorno (29ª) |
|              |              |                        |               |               |
| 13 nov.      | 2-2          | Benevento-Avellino     | 1-1           | 30 mar.       |
| 13 nov.      | 1-0          | Como-Carpi             | 0-1           | 1º apr.       |
| 13 nov.      | 0-1          | Foggia-Taranto         | 1-2           | 1º apr.       |
| 13 nov.      | 0-1          | Foligno-Tritium        | 1-0           | 1º apr.       |
| 13 nov.      | 0-2          | Monza-Ternana          | 1-1           | 1º apr.       |
| 14 nov.      | 1-0          | Pisa-Pavia             | 1-1           | 1º apr.       |
| 13 nov.      | 2-0          | Pro Vercelli-Viareggio | 1-0           | 1º apr.       |
| 13 nov.      | 3-0          | Reggiana-SPAL          | 1-0           | 1º apr.       |
| 13 nov.      | 1-2          | Sorrento-Lumezzane     | 1-0           | 1º apr.       |

| andata (11ª) | andata (11ª) | 11ª giornata       | ritorno (28ª) | ritorno (28ª) |
|              |              |                    |               |               |
| 6 nov.       | 2-0          | Avellino-Reggiana  | 0-1           | 25 mar.       |
| 6 nov.       | 3-2          | Carpi-Foggia       | 2-1           | 25 mar.       |
| 6 nov.       | 0-2          | Foligno-Pisa       | 0-2           | 25 mar.       |
| 6 nov.       | 0-0          | Lumezzane-Monza    | 1-0           | 25 mar.       |
| 6 nov.       | 1-2          | Pavia-Pro Vercelli | 1-0           | 23 mar.       |
| 6 nov.       | 0-0          | SPAL-Ternana       | 1-0           | 26 mar.       |
| 6 nov.       | 3-1          | Taranto-Como       | 1-1           | 18 apr.       |
| 6 nov.       | 2-1          | Tritium-Benevento  | 0-1           | 25 mar.       |
| 6 nov.       | 2-2          | Viareggio-Sorrento | 0-2           | 25 mar.       |

| andata (12ª) | andata (12ª) | 12ª giornata           | ritorno (29ª) | ritorno (29ª) |
|              |              |                        |               |               |
| 13 nov.      | 2-2          | Benevento-Avellino     | 1-1           | 30 mar.       |
| 13 nov.      | 1-0          | Como-Carpi             | 0-1           | 1º apr.       |
| 13 nov.      | 0-1          | Foggia-Taranto         | 1-2           | 1º apr.       |
| 13 nov.      | 0-1          | Foligno-Tritium        | 1-0           | 1º apr.       |
| 13 nov.      | 0-2          | Monza-Ternana          | 1-1           | 1º apr.       |
| 14 nov.      | 1-0          | Pisa-Pavia             | 1-1           | 1º apr.       |
| 13 nov.      | 2-0          | Pro Vercelli-Viareggio | 1-0           | 1º apr.       |
| 13 nov.      | 3-0          | Reggiana-SPAL          | 1-0           | 1º apr.       |
| 13 nov.      | 1-2          | Sorrento-Lumezzane     | 1-0           | 1º apr.       |

| andata (13ª) | andata (13ª) | 13ª giornata           | ritorno (30ª) | ritorno (30ª) |
|              |              |                        |               |               |
| 18 nov.      | 3-3          | Avellino-Como          | 0-1           | 4 apr.        |
| 20 nov.      | 2-0          | Carpi-Monza            | 1-0           | 4 apr.        |
| 20 nov.      | 0-1          | Lumezzane-Pro Vercelli | 0-1           | 4 apr.        |
| 20 nov.      | 1-2          | Pavia-Benevento        | 0-2           | 4 apr.        |
| 20 nov.      | 1-2          | SPAL-Foggia            | 2-0           | 4 apr.        |
| 20 nov.      | 0-0          | Taranto-Pisa           | 2-2           | 4 apr.        |
| 20 nov.      | 0-0          | Ternana-Sorrento       | 0-0           | 4 apr.        |
| 20 nov.      | 0-1          | Tritium-Reggiana       | 1-3           | 4 apr.        |
| 20 nov.      | 1-0          | Viareggio-Foligno      | 1-1           | 4 apr.        |

| andata (14ª) | andata (14ª) | 14ª giornata       | ritorno (31ª) | ritorno (31ª) |
|              |              |                    |               |               |
| 27 nov.      | 2-1          | Avellino-Lumezzane | 1-2           | 25 apr.       |
| 27 nov.      | 0-1          | Benevento-Carpi    | 1-1           | 25 apr.       |
| 27 nov.      | 2-1          | Como-Pavia         | 1-2           | 25 apr.       |
| 27 nov.      | 1-1          | Foggia-Sorrento    | 0-2           | 25 apr.       |
| 27 nov.      | 1-0          | Foligno-Monza      | 1-2           | 25 apr.       |
| 25 nov.      | 2-0          | Pisa-Viareggio     | 0-2           | 25 apr.       |
| 28 nov.      | 1-0          | Pro Vercelli-SPAL  | 1-1           | 25 apr.       |
| 27 nov.      | 0-2          | Reggiana-Ternana   | 0-2           | 25 apr.       |
| 27 nov.      | 1-1          | Tritium-Taranto    | 0-2           | 25 apr.       |

| andata (13ª) | andata (13ª) | 13ª giornata           | ritorno (30ª) | ritorno (30ª) |
|              |              |                        |               |               |
| 18 nov.      | 3-3          | Avellino-Como          | 0-1           | 4 apr.        |
| 20 nov.      | 2-0          | Carpi-Monza            | 1-0           | 4 apr.        |
| 20 nov.      | 0-1          | Lumezzane-Pro Vercelli | 0-1           | 4 apr.        |
| 20 nov.      | 1-2          | Pavia-Benevento        | 0-2           | 4 apr.        |
| 20 nov.      | 1-2          | SPAL-Foggia            | 2-0           | 4 apr.        |
| 20 nov.      | 0-0          | Taranto-Pisa           | 2-2           | 4 apr.        |
| 20 nov.      | 0-0          | Ternana-Sorrento       | 0-0           | 4 apr.        |
| 20 nov.      | 0-1          | Tritium-Reggiana       | 1-3           | 4 apr.        |
| 20 nov.      | 1-0          | Viareggio-Foligno      | 1-1           | 4 apr.        |

| andata (14ª) | andata (14ª) | 14ª giornata       | ritorno (31ª) | ritorno (31ª) |
|              |              |                    |               |               |
| 27 nov.      | 2-1          | Avellino-Lumezzane | 1-2           | 25 apr.       |
| 27 nov.      | 0-1          | Benevento-Carpi    | 1-1           | 25 apr.       |
| 27 nov.      | 2-1          | Como-Pavia         | 1-2           | 25 apr.       |
| 27 nov.      | 1-1          | Foggia-Sorrento    | 0-2           | 25 apr.       |
| 27 nov.      | 1-0          | Foligno-Monza      | 1-2           | 25 apr.       |
| 25 nov.      | 2-0          | Pisa-Viareggio     | 0-2           | 25 apr.       |
| 28 nov.      | 1-0          | Pro Vercelli-SPAL  | 1-1           | 25 apr.       |
| 27 nov.      | 0-2          | Reggiana-Ternana   | 0-2           | 25 apr.       |
| 27 nov.      | 1-1          | Tritium-Taranto    | 0-2           | 25 apr.       |

| andata (15ª) | andata (15ª) | 15ª giornata         | ritorno (32ª) | ritorno (32ª) |
|              |              |                      |               |               |
| 4 dic.       | 2-2          | Carpi-Pisa           | 1-2           | 22 apr.       |
| 4 dic.       | 2-0          | Lumezzane-Foggia     | 0-1           | 22 apr.       |
| 5 dic.       | 1-1          | Monza-Como           | 1-0           | 22 apr.       |
| 4 dic.       | 2-3          | Pavia-Avellino       | 1-1           | 22 apr.       |
| 4 dic.       | 2-0          | Sorrento-Tritium     | 0-0           | 22 apr.       |
| 4 dic.       | 0-2          | SPAL-Benevento       | 0-2           | 22 apr.       |
| 4 dic.       | 1-0          | Taranto-Foligno      | 2-1           | 22 apr.       |
| 4 dic.       | 1-0          | Ternana-Pro Vercelli | 0-0           | 22 apr.       |
| 4 dic.       | 2-1          | Viareggio-Reggiana   | 1-1           | 22 apr.       |

| andata (16ª) | andata (16ª) | 16ª giornata          | ritorno (33ª) | ritorno (33ª) |
|              |              |                       |               |               |
| 11 dic.      | 2-1          | Avellino-SPAL         | 1-3           | 29 apr.       |
| 11 dic.      | 5-1          | Benevento-Viareggio   | 1-2           | 29 apr.       |
| 11 dic.      | 2-1          | Como-Lumezzane        | 2-2           | 29 apr.       |
| 11 dic.      | 3-1          | Foggia-Ternana        | 1-1           | 29 apr.       |
| 11 dic.      | 1-0          | Foligno-Carpi         | 0-1           | 29 apr.       |
| 11 dic.      | 2-2          | Pisa-Monza            | 2-0           | 29 apr.       |
| 11 dic.      | 4-0          | Pro Vercelli-Sorrento | 1-2           | 29 apr.       |
| 11 dic.      | 0-1          | Reggiana-Taranto      | 0-1           | 29 apr.       |
| 11 dic.      | 1-1          | Tritium-Pavia         | 2-2           | 29 apr.       |

| andata (15ª) | andata (15ª) | 15ª giornata         | ritorno (32ª) | ritorno (32ª) |
|              |              |                      |               |               |
| 4 dic.       | 2-2          | Carpi-Pisa           | 1-2           | 22 apr.       |
| 4 dic.       | 2-0          | Lumezzane-Foggia     | 0-1           | 22 apr.       |
| 5 dic.       | 1-1          | Monza-Como           | 1-0           | 22 apr.       |
| 4 dic.       | 2-3          | Pavia-Avellino       | 1-1           | 22 apr.       |
| 4 dic.       | 2-0          | Sorrento-Tritium     | 0-0           | 22 apr.       |
| 4 dic.       | 0-2          | SPAL-Benevento       | 0-2           | 22 apr.       |
| 4 dic.       | 1-0          | Taranto-Foligno      | 2-1           | 22 apr.       |
| 4 dic.       | 1-0          | Ternana-Pro Vercelli | 0-0           | 22 apr.       |
| 4 dic.       | 2-1          | Viareggio-Reggiana   | 1-1           | 22 apr.       |

| andata (16ª) | andata (16ª) | 16ª giornata          | ritorno (33ª) | ritorno (33ª) |
|              |              |                       |               |               |
| 11 dic.      | 2-1          | Avellino-SPAL         | 1-3           | 29 apr.       |
| 11 dic.      | 5-1          | Benevento-Viareggio   | 1-2           | 29 apr.       |
| 11 dic.      | 2-1          | Como-Lumezzane        | 2-2           | 29 apr.       |
| 11 dic.      | 3-1          | Foggia-Ternana        | 1-1           | 29 apr.       |
| 11 dic.      | 1-0          | Foligno-Carpi         | 0-1           | 29 apr.       |
| 11 dic.      | 2-2          | Pisa-Monza            | 2-0           | 29 apr.       |
| 11 dic.      | 4-0          | Pro Vercelli-Sorrento | 1-2           | 29 apr.       |
| 11 dic.      | 0-1          | Reggiana-Taranto      | 0-1           | 29 apr.       |
| 11 dic.      | 1-1          | Tritium-Pavia         | 2-2           | 29 apr.       |

| \| andata (17ª) \| andata (17ª) \| 17ª giornata \| ritorno (34ª) \| ritorno (34ª) \| \| \| \| \| \| \| \| 18 dic. \| 2-1 \| Carpi-Pro Vercelli \| 0-0 \| 6 mag. \| \| 18 dic. \| 1-0 \| Lumezzane-Reggiana \| 0-1 \| 6 mag. \| \| 16 dic. \| 1-2 \| Monza-Benevento \| 0-1 \| 6 mag. \| \| 18 dic. \| 0-2 \| Pavia-Foggia \| 2-1 \| 6 mag. \| \| 18 dic. \| 1-1 \| Sorrento-Pisa \| 2-2 \| 6 mag. \| \| 18 dic. \| 3-2 \| SPAL-Foligno \| 1-0 \| 6 mag. \| \| 16 dic. \| 2-0 \| Taranto-Avellino \| 2-1 \| 6 mag. \| \| 18 dic. \| 2-1 \| Ternana-Como \| 0-0 \| 6 mag. \| \| 19 dic. \| 0-1 \| Viareggio-Tritium \| 2-0 \| 6 mag. \| |              |                    |               |               |
| andata (17ª) | andata (17ª) | 17ª giornata       | ritorno (34ª) | ritorno (34ª) |
| |              |                    |               |               |
| 18 dic. | 2-1          | Carpi-Pro Vercelli | 0-0           | 6 mag.        |
| 18 dic. | 1-0          | Lumezzane-Reggiana | 0-1           | 6 mag.        |
| 16 dic. | 1-2          | Monza-Benevento    | 0-1           | 6 mag.        |
| 18 dic. | 0-2          | Pavia-Foggia       | 2-1           | 6 mag.        |
| 18 dic. | 1-1          | Sorrento-Pisa      | 2-2           | 6 mag.        |
| 18 dic. | 3-2          | SPAL-Foligno       | 1-0           | 6 mag.        |
| 16 dic. | 2-0          | Taranto-Avellino   | 2-1           | 6 mag.        |
| 18 dic. | 2-1          | Ternana-Como       | 0-0           | 6 mag.        |
| 19 dic. | 0-1          | Viareggio-Tritium  | 2-0           | 6 mag.        |

| andata (17ª) | andata (17ª) | 17ª giornata       | ritorno (34ª) | ritorno (34ª) |
|              |              |                    |               |               |
| 18 dic.      | 2-1          | Carpi-Pro Vercelli | 0-0           | 6 mag.        |
| 18 dic.      | 1-0          | Lumezzane-Reggiana | 0-1           | 6 mag.        |
| 16 dic.      | 1-2          | Monza-Benevento    | 0-1           | 6 mag.        |
| 18 dic.      | 0-2          | Pavia-Foggia       | 2-1           | 6 mag.        |
| 18 dic.      | 1-1          | Sorrento-Pisa      | 2-2           | 6 mag.        |
| 18 dic.      | 3-2          | SPAL-Foligno       | 1-0           | 6 mag.        |
| 16 dic.      | 2-0          | Taranto-Avellino   | 2-1           | 6 mag.        |
| 18 dic.      | 2-1          | Ternana-Como       | 0-0           | 6 mag.        |
| 19 dic.      | 0-1          | Viareggio-Tritium  | 2-0           | 6 mag.        |

### Spareggi

#### Play-off

##### Tabellone
|  | Semifinali | Semifinali   | Semifinali | Semifinali | Semifinali |  |  | Finale | Finale       | Finale | Finale | Finale |  |
|  |            |              |            |            |            |  |  |        |              |        |        |        |  |
|  | 5          | Pro Vercelli | 2          | 0          | 2          |  |  |        |              |        |        |        |  |
|  | 2          | Taranto      | 1          | 0          | 1          |  |  | 5      | Pro Vercelli | 0      | 3      | 3      |  |
|  | 4          | Sorrento     | 0          | 1          | 1          |  |  | 3      | Carpi        | 0      | 1      | 1      |  |
|  | 3          | Carpi        | 1          | 0          | 1          |  |  |        |              |        |        |        |  |

##### Semifinali
|              | Risultati |              | Luogo e data             |
| ------------ | --------- | ------------ | ------------------------ |
| Pro Vercelli | 2-1       | Taranto      | Vercelli, 20 maggio 2012 |
| Taranto      | 0-0       | Pro Vercelli | Taranto, 27 maggio 2012  |
|              |           |              |                          |
| Sorrento     | 0-1       | Carpi        | Sorrento, 20 maggio 2012 |
| Carpi        | 0-1       | Sorrento     | Carpi, 27 maggio 2012    |
|              |           |              |                          |

##### Finali
|              | Risultati |              | Luogo e data            |
| ------------ | --------- | ------------ | ----------------------- |
| Pro Vercelli | 0-0       | Carpi        | Vercelli, 3 giugno 2012 |
| Carpi        | 1-3       | Pro Vercelli | Modena, 10 giugno 2012  |
|              |           |              |                         |

#### Play-out
|           | Risultati |           | Luogo e data              |
| --------- | --------- | --------- | ------------------------- |
| Monza     | 0-1       | Viareggio | Monza, 20 maggio 2012     |
| Viareggio | 4-1       | Monza     | Viareggio, 27 maggio 2012 |
|           |           |           |                           |
| Pavia     | 0-0       | SPAL      | Pavia, 20 maggio 2012     |
| SPAL      | 0-2       | Pavia     | Ferrara, 27 maggio 2012   |
|           |           |           |                           |

### Statistiche

#### Squadre

##### Primati stagionali
Squadre
- Maggior numero di vittorie: Taranto (19)
- Minor numero di sconfitte: Taranto (2)
- Migliore attacco: Carpi - Benevento (46 gol fatti)
- Miglior difesa: Taranto (16 gol subiti)
- Miglior differenza reti: Taranto (+25)
- Maggior numero di pareggi: Ternana e Pisa (14)
- Minor numero di pareggi: Viareggio (6)
- Minor numero di vittorie: Foligno (6)
- Maggior numero di sconfitte: Foligno (21)
- Peggiore attacco: Foligno (24 gol fatti)
- Peggior difesa: Pavia (50 gol subiti)
- Peggior differenza reti: Foligno (-23)
- Miglior serie positiva: Taranto (24 risultati utili consecutivi, dall'11ª alla 34ª giornata)

Partite
- Partita con più reti (6):

Reggiana - Como 2-4
Avellino - Como 3-3
Benevento - Viareggio 5-1
- Partita con maggiore scarto di gol (4):

Carpi - Tritium 4-0
SPAL - Pavia 4-0
Pro Vercelli - Sorrento 4-0
Benevento - Viareggio 5-1
Avellino - Foggia 4-0
Viareggio - Lumezzane 4-0
- Maggior numero di reti segnate in una giornata: 28 (16ª giornata)
- Minor numero di reti segnate in una giornata: 12 (22ª giornata)

#### Individuali

##### Classifica marcatori
| Gol | Rigori |  | Giocatore        | Squadra      |
| --- | ------ |  | ---------------- | ------------ |
| 21  | 4      |  | Ciro Ginestra    | Sorrento     |
| 18  | 3      |  | Rachid Arma      | SPAL         |
| 15  | 4      |  | Raffaele Perna   | Pisa         |
| 13  | 4      |  | Giuseppe Alessi  | Reggiana     |
| 11  | 0      |  | Michael Cia      | Benevento    |
| 11  | 0      |  | Gianmarco Zigoni | Avellino     |
| 9   | 1      |  | Simone Malatesta | Pro Vercelli |
| 9   | 1      |  | Simone Zaza      | Viareggio    |

## Girone B
Anche questo girone, come quello sopra, è misto: squadre del Centro-Sud Italia si mischiano con quelle del Nord. Voglia di rivalsa per lo Spezia che dopo il fallimento del 2008, ritorna in Serie B dopo 4 anni: inizio disastroso per i liguri che dopo aver esonerato Gustinetti alla 5ª giornata, chiamano Michele Serena, e da quel momento gli aquilotti non si fermarono più, condivise con il Trapani la testa della classifica, a febbraio persero il primo scontro diretto con i siciliani che si portarono a +11, ma a marzo i granata crollarono e lasciò strada agli spezzini che sorpassarono alla 33ª giornata con la vittoria contro la Triestina dei liguri e il pareggio dei trapanesi contro il Südtirol, gli aquilotti conquistarono la B il 6 maggio con la vittoria al Picco contro il Latina, i play-off videro la vittoria storica della Virtus Lanciano che in semifinale eliminarono il Siracusa (1-0; 2-2) e in finale sconfisse un'altra volta un Trapani alla ricerca disperata della B per la prima volta come gli abruzzesi (1-1; 3-1): questa promozione in B dei rossoneri ricorda molto quella del 1996 del Castel di Sangro.
La prima squadra a retrocedere in Seconda Divisione fu il Bassano, seguito nei play-out da Piacenza (contro il Prato) e Triestina (contro il Latina 0-2; 2-2), i piacentini ripartirono dalla Serie D mentre i giuliani si iscrissero in Eccellenza, stessa sorte per Pergocrema e Siracusa, i toscani furono ripescati.

### Squadre partecipanti
| Club            | Stagione | Città (prov.)                | Stadio                          | Stagione precedente                                                |
| --------------- | -------- | ---------------------------- | ------------------------------- | ------------------------------------------------------------------ |
| Andria BAT      | dettagli | Andria                       | Stadio Degli Ulivi              | 13º posto in Lega Pro Prima Divisione/B                            |
| Barletta        | dettagli | Barletta                     | Stadio Cosimo Puttilli          | 11º posto in Lega Pro Prima Divisione/B                            |
| Bassano         | dettagli | Bassano del Grappa (VI)      | Stadio Rino Mercante            | 11º posto in Lega Pro Prima Divisione/A                            |
| Carrarese       | dettagli | Carrara (MS)                 | Stadio dei Marmi                | 2º posto in Lega Pro Seconda Divisione/B, promosso dopo i paly-off |
| Cremonese       | dettagli | Cremona                      | Stadio Giovanni Zini            | 10º posto in Lega Pro Prima Divisione/A                            |
| Feralpisalò     | dettagli | Salò e Lonato del Garda (BS) | Stadio Lino Turina              | 2º posto in Lega Pro Seconda Divisione/A, promosso dopo i play-off |
| Frosinone       | dettagli | Frosinone                    | Stadio Comunale Matusa          | 22º posto in Serie B                                               |
| Latina          | dettagli | Latina                       | Stadio Domenico Francioni       | 1º posto in Lega Pro Seconda Divisione/C, promosso                 |
| Pergocrema      | dettagli | Crema (CR)                   | Stadio Giuseppe Voltini         | 14º posto in Lega Pro Prima Divisione/A                            |
| Piacenza        | dettagli | Piacenza                     | Stadio Leonardo Garilli         | 19º posto in Serie B, retrocesso                                   |
| Portogruaro     | dettagli | Portogruaro (VE)             | Stadio Pier Giovanni Mecchia    | 21º posto in Serie B, retrocesso                                   |
| Prato           | dettagli | Prato                        | Stadio Lungobisenzio            | 3º posto in Lega Pro Seconda Divisione/B, ripescato                |
| Siracusa        | dettagli | Siracusa                     | Stadio Nicola De Simone         | 9º posto in Lega Pro Prima Divisione/B                             |
| Spezia          | dettagli | La Spezia                    | Stadio Alberto Picco            | 5º posto in Lega Pro Prima Divisione/A                             |
| Südtirol        | dettagli | Bolzano                      | Stadio Druso                    | 16º posto in Lega Pro Prima Divisione/A, ripescato                 |
| Trapani         | dettagli | Trapani                      | Stadio Polisportivo Provinciale | 2º posto in Lega Pro Seconda Divisione/C, promosso dopo i play-off |
| Triestina       | dettagli | Trieste                      | Stadio Nereo Rocco              | 20º posto in Serie B, retrocesso                                   |
| Virtus Lanciano | dettagli | Lanciano (CH)                | Stadio Guido Biondi             | 8º posto in Lega Pro Prima Divisione/B                             |

### Allenatori
| Squadra     | Allenatore                                                                              |                 | Squadra                                                               | Allenatore       |
| ----------- | --------------------------------------------------------------------------------------- | --------------- | --------------------------------------------------------------------- | ---------------- |
| Andria BAT  | Giuseppe Di Meo (1ª-19ª) Vincenzo Cosco (20ª-34ª)                                       |                 | Piacenza                                                              | Francesco Monaco |
| Barletta    | Marco Cari (1ª-22ª) Nello Di Costanzo (23ª-34ª)                                         | Portogruaro     | Massimo Rastelli                                                      |                  |
| Bassano     | Giuseppe Brucato                                                                        | Prato           | Vincenzo Esposito                                                     |                  |
| Carrarese   | Stefano Sottili                                                                         | Siracusa        | Andrea Sottil                                                         |                  |
| Cremonese   | Oscar Brevi                                                                             | Spezia          | Elio Gustinetti (1ª-5ª) Michele Serena (6ª-34ª)                       |                  |
| Feralpisalò | Claudio Rastelli (1ª-5ª) Gian Marco Remondina (6ª-34ª)                                  | Sudtirol        | Giovanni Stroppa                                                      |                  |
| Frosinone   | Carlo Sabatini (1ª-14ª) Eugenio Corini (15ª-34ª)                                        | Trapani         | Roberto Boscaglia                                                     |                  |
| Latina      | Stefano Sanderra (1ª-9ª) Marco Ghirotto (10ª-24ª) Stefano Sanderra (25ª-34ª e play-out) | Triestina       | Gian Cesare Discepoli (1ª-9ª) Giuseppe Galderisi (10ª-34ª e play-out) |                  |
| Pergocrema  | Fabio Brini                                                                             | Virtus Lanciano | Carmine Gautieri                                                      |                  |

### Classifica finale
|  | Pos. | Squadra         | Pt | G  | V  | N  | P  | GF | GS | DR  |
|  | ---- | --------------- | -- | -- | -- | -- | -- | -- | -- | --- |
|  | 1.   | Spezia          | 62 | 34 | 17 | 11 | 6  | 48 | 29 | +19 |
|  | 2.   | Trapani         | 60 | 34 | 17 | 9  | 8  | 57 | 42 | +15 |
|  | 3.   | Siracusa (-5)   | 58 | 34 | 18 | 9  | 7  | 46 | 31 | +15 |
|  | 4.   | Virtus Lanciano | 54 | 34 | 15 | 9  | 10 | 40 | 35 | +5  |
|  | 5.   | Cremonese (-6)  | 49 | 34 | 15 | 10 | 9  | 47 | 30 | +17 |
|  | 6.   | Barletta (-1)   | 48 | 34 | 12 | 13 | 9  | 43 | 38 | +5  |
|  | 7.   | Südtirol        | 46 | 34 | 11 | 13 | 10 | 39 | 34 | +5  |
|  | 8.   | Frosinone       | 45 | 34 | 13 | 6  | 15 | 40 | 41 | -1  |
|  | 9.   | Carrarese       | 45 | 34 | 11 | 12 | 11 | 43 | 39 | +4  |
|  | 10.  | Portogruaro     | 42 | 34 | 10 | 12 | 12 | 41 | 45 | -4  |
|  | 11.  | Pergocrema (-5) | 40 | 34 | 12 | 9  | 13 | 33 | 46 | -13 |
|  | 12.  | Andria BAT      | 39 | 34 | 9  | 12 | 13 | 37 | 38 | -1  |
|  | 13.  | Feralpisalò     | 38 | 34 | 9  | 11 | 14 | 26 | 37 | -11 |
|  | 14.  | Prato           | 35 | 34 | 8  | 11 | 15 | 36 | 44 | -8  |
|  | 15.  | Triestina       | 35 | 34 | 9  | 8  | 17 | 43 | 55 | -12 |
|  | 16.  | Latina          | 35 | 34 | 8  | 11 | 15 | 37 | 45 | -8  |
|  | 17.  | Piacenza (-9)   | 34 | 34 | 10 | 13 | 11 | 41 | 49 | -8  |
|  | 18.  | Bassano         | 32 | 34 | 7  | 11 | 16 | 29 | 48 | -19 |

Legenda:
      Promossa in Serie B 2012-2013.
 Qualificata ai play-off o ai play-out.
      Retrocessa in Lega Pro Seconda Divisione 2012-2013.
Regolamento:
Tre punti a vittoria, uno a pareggio, zero a sconfitta.
In caso di arrivo di due o più squadre a pari punti, la graduatoria verrà stilata secondo la classifica avulsa tra le squadre interessate che prevede, in ordine, i seguenti criteri:
- Punti negli scontri diretti
- Differenza reti negli scontri diretti
- Differenza reti generale
- Reti realizzate in generale
- Sorteggio

Note:
Il Piacenza ha scontato 9 punti di penalizzazione.
La Cremonese ha scontato 6 punti di penalizzazione.
Il Siracusa ha scontato 5 punti di penalizzazione.
Il Pergocrema ha scontato 5 punti di penalizzazione
Il Barletta ha scontato 1 punto di penalizzazione.

### Risultati

#### Tabellone
|                 | And  | Bar  | Bas  | Car  | Cre  | Fer  | Fro  | Lat  | Per  | Pia  | Por  | Pra  | Sir  | Spe  | Sud  | Tra  | Tri  | VLa  |
| --------------- | ---- | ---- | ---- | ---- | ---- | ---- | ---- | ---- | ---- | ---- | ---- | ---- | ---- | ---- | ---- | ---- | ---- | ---- |
| Andria BAT      | –––– | 2-1  | 1-1  | 2-0  | 0-1  | 1-1  | 2-2  | 0-1  | 1-2  | 1-0  | 5-0  | 1-0  | 1-0  | 1-2  | 3-1  | 1-2  | 2-1  | 0-1  |
| Barletta        | 2-2  | –––– | 1-0  | 2-0  | 1-0  | 0-1  | 1-0  | 1-1  | 2-0  | 2-1  | 1-1  | 3-1  | 3-2  | 0-1  | 1-1  | 0-2  | 1-1  | 2-2  |
| Bassano V.      | 0-2  | 0-1  | –––– | 1-0  | 1-3  | 1-2  | 2-1  | 0-1  | 0-1  | 2-2  | 1-0  | 0-0  | 1-2  | 0-0  | 0-0  | 0-7  | 2-0  | 0-1  |
| Carrarese       | 3-1  | 0-0  | 1-0  | –––– | 2-1  | 0-0  | 0-1  | 2-0  | 4-1  | 2-2  | 2-0  | 0-0  | 1-1  | 2-1  | 1-1  | 3-0  | 3-0  | 1-3  |
| Cremonese       | 1-0  | 2-2  | 4-2  | 3-0  | –––– | 1-0  | 2-0  | 2-0  | 1-1  | 0-1  | 1-2  | 0-0  | 3-1  | 3-2  | 1-1  | 2-4  | 1-1  | 2-0  |
| Feralpisalò     | 0-0  | 1-0  | 0-0  | 2-2  | 1-0  | –––– | 1-2  | 2-1  | 0-3  | 0-1  | 0-2  | 0-1  | 1-2  | 1-1  | 0-0  | 1-2  | 2-0  | 1-1  |
| Frosinone       | 1-0  | 2-1  | 1-2  | 1-0  | 0-1  | 1-1  | –––– | 1-1  | 5-1  | 2-0  | 2-1  | 3-1  | 0-1  | 3-2  | 1-2  | 1-2  | 2-1  | 2-1  |
| Latina          | 5-2  | 1-1  | 0-1  | 1-0  | 1-1  | 0-1  | 2-0  | –––– | 1-2  | 2-2  | 4-1  | 0-1  | 1-1  | 1-2  | 2-1  | 3-0  | 0-2  | 1-3  |
| Pergocrema      | 0-0  | 0-2  | 2-0  | 2-2  | 1-3  | 1-0  | 3-0  | 1-1  | –––– | 0-2  | 1-4  | 0-0  | 2-0  | 1-2  | 2-1  | 0-5  | 0-0  | 0-2  |
| Piacenza        | 0-0  | 2-2  | 3-2  | 0-3  | 1-3  | 2-2  | 1-1  | 1-1  | 0-0  | –––– | 0-0  | 4-3  | 1-1  | 0-1  | 0-0  | 0-1  | 0-3  | 3-1  |
| Portogruaro     | 1-1  | 1-1  | 1-1  | 3-1  | 0-4  | 0-0  | 1-0  | 1-1  | 0-1  | 2-2  | –––– | 2-2  | 0-1  | 1-1  | 1-0  | 2-2  | 3-1  | 2-3  |
| Prato           | 2-1  | 1-2  | 0-2  | 1-1  | 0-0  | 2-3  | 1-0  | 2-1  | 2-0  | 0-3  | 1-1  | –––– | 0-1  | 2-2  | 2-3  | 1-2  | 5-0  | 0-1  |
| Siracusa        | 2-0  | 2-0  | 2-2  | 3-1  | 0-0  | 1-0  | 1-0  | 0-0  | 1-2  | 3-0  | 1-0  | 3-0  | –––– | 3-1  | 1-3  | 3-1  | 2-0  | 1-0  |
| Spezia          | 0-0  | 1-1  | 3-0  | 1-1  | 0-0  | 3-0  | 2-1  | 3-0  | 2-0  | 3-0  | 0-2  | 1-0  | 1-1  | –––– | 2-1  | 2-0  | 1-1  | 1-0  |
| Südtirol        | 1-1  | 3-2  | 0-0  | 1-1  | 2-0  | 2-0  | 1-0  | 2-0  | 0-1  | 1-2  | 2-0  | 2-2  | 0-0  | 1-2  | –––– | 1-1  | 1-1  | 1-0  |
| Trapani         | 1-1  | 1-1  | 3-3  | 1-0  | 0-0  | 2-0  | 2-2  | 2-0  | 0-0  | 3-0  | 1-5  | 2-1  | 1-2  | 1-0  | 1-0  | –––– | 3-2  | 1-3  |
| Triestina       | 1-1  | 1-2  | 2-2  | 2-3  | 1-0  | 1-0  | 1-2  | 2-2  | 3-2  | 1-3  | 1-0  | 0-2  | 4-0  | 1-2  | 1-2  | 2-1  | –––– | 3-0  |
| Virtus Lanciano | 2-1  | 2-1  | 1-0  | 1-1  | 2-1  | 1-2  | 0-0  | 2-1  | 0-0  | 1-2  | 0-1  | 0-0  | 1-1  | 0-0  | 2-1  | 0-0  | 3-2  | –––– |

#### Calendario
| andata (1ª) | andata (1ª) | 1ª giornata            | ritorno (18ª) | ritorno (18ª) |
|             |             |                        |               |               |
| 4 set.      | 1-0         | Barletta-Frosinone     | 1-2           | 9 gen.        |
| 4 set.      | 0-1         | Bassano V.-V. Lanciano | 0-1           | 8 gen.        |
| 21 set.     | 3-0         | Cremonese-Carrarese    | 1-2           | 8 gen.        |
| 4 set.      | 1-1         | Latina-Siracusa        | 0-0           | 8 gen.        |
| 4 set.      | 0-1         | Portogruaro-Pergocrema | 4-1           | 8 gen.        |
| 4 set.      | 0-0         | Spezia-Andria BAT      | 2-1           | 8 gen.        |
| 4 set.      | 1-2         | Südtirol-Piacenza      | 0-0           | 8 gen.        |
| 4 set.      | 2-1         | Trapani-Prato          | 2-1           | 8 gen.        |
| 4 set.      | 1-0         | Triestina-Feralpisalò  | 0-2           | 8 gen.        |

| andata (2ª) | andata (2ª) | 2ª giornata           | ritorno (19ª) | ritorno (19ª) |
|             |             |                       |               |               |
| 12 set.     | 0-1         | Andria BAT-Cremonese  | 0-1           | 15 gen.       |
| 11 set.     | 2-0         | Carrarese-Latina      | 0-1           | 15 gen.       |
| 11 set.     | 0-0         | Feralpisalò-Südtirol  | 0-2           | 15 gen.       |
| 11 set.     | 3-2         | Frosinone-Spezia      | 1-2           | 15 gen.       |
| 11 set.     | 2-0         | Pergocrema-Bassano V. | 1-0           | 15 gen.       |
| 11 set.     | 0-1         | Piacenza-Trapani      | 0-3           | 15 gen.       |
| 11 set.     | 1-2         | Prato-Barletta        | 1-3           | 15 gen.       |
| 11 set.     | 1-0         | Siracusa-Portogruaro  | 1-0           | 16 gen.       |
| 11 set.     | 3-2         | V. Lanciano-Triestina | 0-3           | 15 gen.       |

| andata (1ª) | andata (1ª) | 1ª giornata            | ritorno (18ª) | ritorno (18ª) |
|             |             |                        |               |               |
| 4 set.      | 1-0         | Barletta-Frosinone     | 1-2           | 9 gen.        |
| 4 set.      | 0-1         | Bassano V.-V. Lanciano | 0-1           | 8 gen.        |
| 21 set.     | 3-0         | Cremonese-Carrarese    | 1-2           | 8 gen.        |
| 4 set.      | 1-1         | Latina-Siracusa        | 0-0           | 8 gen.        |
| 4 set.      | 0-1         | Portogruaro-Pergocrema | 4-1           | 8 gen.        |
| 4 set.      | 0-0         | Spezia-Andria BAT      | 2-1           | 8 gen.        |
| 4 set.      | 1-2         | Südtirol-Piacenza      | 0-0           | 8 gen.        |
| 4 set.      | 2-1         | Trapani-Prato          | 2-1           | 8 gen.        |
| 4 set.      | 1-0         | Triestina-Feralpisalò  | 0-2           | 8 gen.        |

| andata (2ª) | andata (2ª) | 2ª giornata           | ritorno (19ª) | ritorno (19ª) |
|             |             |                       |               |               |
| 12 set.     | 0-1         | Andria BAT-Cremonese  | 0-1           | 15 gen.       |
| 11 set.     | 2-0         | Carrarese-Latina      | 0-1           | 15 gen.       |
| 11 set.     | 0-0         | Feralpisalò-Südtirol  | 0-2           | 15 gen.       |
| 11 set.     | 3-2         | Frosinone-Spezia      | 1-2           | 15 gen.       |
| 11 set.     | 2-0         | Pergocrema-Bassano V. | 1-0           | 15 gen.       |
| 11 set.     | 0-1         | Piacenza-Trapani      | 0-3           | 15 gen.       |
| 11 set.     | 1-2         | Prato-Barletta        | 1-3           | 15 gen.       |
| 11 set.     | 1-0         | Siracusa-Portogruaro  | 1-0           | 16 gen.       |
| 11 set.     | 3-2         | V. Lanciano-Triestina | 0-3           | 15 gen.       |

| andata (3ª) | andata (3ª) | 3ª giornata           | ritorno (20ª) | ritorno (20ª) |
|             |             |                       |               |               |
| 18 set.     | 2-2         | Barletta-Andria BAT   | 1-2           | 22 gen.       |
| 18 set.     | 4-2         | Cremonese-Bassano V.  | 3-1           | 22 gen.       |
| 18 set.     | 1-2         | Latina-Pergocrema     | 1-1           | 22 gen.       |
| 18 set.     | 3-1         | Portogruaro-Carrarese | 0-2           | 22 gen.       |
| 18 set.     | 0-1         | Prato-V. Lanciano     | 0-0           | 22 gen.       |
| 18 set.     | 3-0         | Spezia-Piacenza       | 1-0           | 22 gen.       |
| 18 set.     | 1-0         | Südtirol-Frosinone    | 2-1           | 22 gen.       |
| 18 set.     | 2-0         | Trapani-Feralpisalò   | 2-1           | 22 gen.       |
| 18 set.     | 4-0         | Triestina-Siracusa    | 0-2           | 22 gen.       |

| andata (4ª) | andata (4ª) | 4ª giornata             | ritorno (21ª) | ritorno (21ª) |
|             |             |                         |               |               |
| 25 set.     | 2-1         | Andria BAT-Triestina    | 1-1           | 29 gen.       |
| 25 set.     | 0-1         | Bassano V.-Latina       | 1-0           | 29 gen.       |
| 25 set.     | 3-0         | Carrarese-Trapani       | 0-1           | 29 gen.       |
| 25 set.     | 0-2         | Feralpisalò-Portogruaro | 0-0           | 29 gen.       |
| 26 set.     | 3-1         | Frosinone-Prato         | 0-1           | 29 gen.       |
| 25 set.     | 2-1         | Pergocrema-Südtirol     | 1-0           | 29 gen.       |
| 25 set.     | 1-3         | Piacenza-Cremonese      | 1-0           | 29 gen.       |
| 25 set.     | 3-1         | Siracusa-Spezia         | 1-1           | 29 gen.       |
| 25 set.     | 2-1         | V. Lanciano-Barletta    | 2-2           | 29 gen.       |

| andata (3ª) | andata (3ª) | 3ª giornata           | ritorno (20ª) | ritorno (20ª) |
|             |             |                       |               |               |
| 18 set.     | 2-2         | Barletta-Andria BAT   | 1-2           | 22 gen.       |
| 18 set.     | 4-2         | Cremonese-Bassano V.  | 3-1           | 22 gen.       |
| 18 set.     | 1-2         | Latina-Pergocrema     | 1-1           | 22 gen.       |
| 18 set.     | 3-1         | Portogruaro-Carrarese | 0-2           | 22 gen.       |
| 18 set.     | 0-1         | Prato-V. Lanciano     | 0-0           | 22 gen.       |
| 18 set.     | 3-0         | Spezia-Piacenza       | 1-0           | 22 gen.       |
| 18 set.     | 1-0         | Südtirol-Frosinone    | 2-1           | 22 gen.       |
| 18 set.     | 2-0         | Trapani-Feralpisalò   | 2-1           | 22 gen.       |
| 18 set.     | 4-0         | Triestina-Siracusa    | 0-2           | 22 gen.       |

| andata (4ª) | andata (4ª) | 4ª giornata             | ritorno (21ª) | ritorno (21ª) |
|             |             |                         |               |               |
| 25 set.     | 2-1         | Andria BAT-Triestina    | 1-1           | 29 gen.       |
| 25 set.     | 0-1         | Bassano V.-Latina       | 1-0           | 29 gen.       |
| 25 set.     | 3-0         | Carrarese-Trapani       | 0-1           | 29 gen.       |
| 25 set.     | 0-2         | Feralpisalò-Portogruaro | 0-0           | 29 gen.       |
| 26 set.     | 3-1         | Frosinone-Prato         | 0-1           | 29 gen.       |
| 25 set.     | 2-1         | Pergocrema-Südtirol     | 1-0           | 29 gen.       |
| 25 set.     | 1-3         | Piacenza-Cremonese      | 1-0           | 29 gen.       |
| 25 set.     | 3-1         | Siracusa-Spezia         | 1-1           | 29 gen.       |
| 25 set.     | 2-1         | V. Lanciano-Barletta    | 2-2           | 29 gen.       |

| andata (5ª) | andata (5ª) | 5ª giornata           | ritorno (22ª) | ritorno (22ª) |
|             |             |                       |               |               |
| 2 ott.      | 1-1         | Barletta-Latina       | 1-1           | 5 feb.        |
| 2 ott.      | 3-2         | Cremonese-Spezia      | 0-0           | 5 feb.        |
| 2 ott.      | 1-2         | Feralpisalò-Siracusa  | 0-1           | 5 feb.        |
| 2 ott.      | 2-1         | Frosinone-V. Lanciano | 0-0           | 19 feb.       |
| 2 ott.      | 2-2         | Portogruaro-Piacenza  | 0-0           | 19 feb.       |
| 2 ott.      | 2-0         | Prato-Pergocrema      | 0-0           | 5 feb.        |
| 2 ott.      | 0-0         | Südtirol-Bassano V.   | 0-0           | 6 feb.        |
| 2 ott.      | 1-1         | Trapani-Andria BAT    | 2-1           | 5 feb.        |
| 2 ott.      | 2-3         | Triestina-Carrarese   | 0-3           | 5 feb.        |

| andata (6ª) | andata (6ª) | 6ª giornata            | ritorno (23ª) | ritorno (23ª) |
|             |             |                        |               |               |
| 9 ott.      | 1-0         | Andria BAT-Prato       | 1-2           | 19 feb.       |
| 9 ott.      | 0-1         | Bassano V.-Barletta    | 0-1           | 12 feb.       |
| 9 ott.      | 0-1         | Carrarese-Frosinone    | 0-1           | 29 feb.       |
| 9 ott.      | 0-2         | Latina-Triestina       | 2-2           | 12 feb.       |
| 9 ott.      | 1-0         | Pergocrema-Feralpisalò | 3-0           | 12 feb.       |
| 9 ott.      | 3-1         | Piacenza-V. Lanciano   | 2-1           | 7 mar.        |
| 9 ott.      | 0-0         | Siracusa-Cremonese     | 1-3           | 12 feb.       |
| 9 ott.      | 2-0         | Spezia-Trapani         | 0-1           | 12 feb.       |
| 9 ott.      | 2-0         | Südtirol-Portogruaro   | 0-1           | 12 feb.       |

| andata (5ª) | andata (5ª) | 5ª giornata           | ritorno (22ª) | ritorno (22ª) |
|             |             |                       |               |               |
| 2 ott.      | 1-1         | Barletta-Latina       | 1-1           | 5 feb.        |
| 2 ott.      | 3-2         | Cremonese-Spezia      | 0-0           | 5 feb.        |
| 2 ott.      | 1-2         | Feralpisalò-Siracusa  | 0-1           | 5 feb.        |
| 2 ott.      | 2-1         | Frosinone-V. Lanciano | 0-0           | 19 feb.       |
| 2 ott.      | 2-2         | Portogruaro-Piacenza  | 0-0           | 19 feb.       |
| 2 ott.      | 2-0         | Prato-Pergocrema      | 0-0           | 5 feb.        |
| 2 ott.      | 0-0         | Südtirol-Bassano V.   | 0-0           | 6 feb.        |
| 2 ott.      | 1-1         | Trapani-Andria BAT    | 2-1           | 5 feb.        |
| 2 ott.      | 2-3         | Triestina-Carrarese   | 0-3           | 5 feb.        |

| andata (6ª) | andata (6ª) | 6ª giornata            | ritorno (23ª) | ritorno (23ª) |
|             |             |                        |               |               |
| 9 ott.      | 1-0         | Andria BAT-Prato       | 1-2           | 19 feb.       |
| 9 ott.      | 0-1         | Bassano V.-Barletta    | 0-1           | 12 feb.       |
| 9 ott.      | 0-1         | Carrarese-Frosinone    | 0-1           | 29 feb.       |
| 9 ott.      | 0-2         | Latina-Triestina       | 2-2           | 12 feb.       |
| 9 ott.      | 1-0         | Pergocrema-Feralpisalò | 3-0           | 12 feb.       |
| 9 ott.      | 3-1         | Piacenza-V. Lanciano   | 2-1           | 7 mar.        |
| 9 ott.      | 0-0         | Siracusa-Cremonese     | 1-3           | 12 feb.       |
| 9 ott.      | 2-0         | Spezia-Trapani         | 0-1           | 12 feb.       |
| 9 ott.      | 2-0         | Südtirol-Portogruaro   | 0-1           | 12 feb.       |

| andata (7ª) | andata (7ª) | 7ª giornata            | ritorno (24ª) | ritorno (24ª) |
|             |             |                        |               |               |
| 12 ott.     | 1-1         | Barletta-Südtirol      | 2-3           | 25 feb.       |
| 12 ott.     | 3-1         | Carrarese-Andria BAT   | 0-2           | 25 feb.       |
| 12 ott.     | 0-1         | Feralpisalò-Piacenza   | 2-2           | 25 feb.       |
| 12 ott.     | 2-1         | Frosinone-Triestina    | 2-1           | 25 feb.       |
| 12 ott.     | 2-0         | Pergocrema-Siracusa    | 2-1           | 25 feb.       |
| 12 ott.     | 1-1         | Portogruaro-Bassano V. | 0-1           | 25 feb.       |
| 12 ott.     | 2-1         | Prato-Latina           | 1-0           | 24 feb.       |
| 12 ott.     | 0-0         | Trapani-Cremonese      | 4-2           | 27 feb.       |
| 12 ott.     | 0-0         | V. Lanciano-Spezia     | 0-1           | 25 feb.       |

| andata (8ª) | andata (8ª) | 8ª giornata           | ritorno (25ª) | ritorno (25ª) |
|             |             |                       |               |               |
| 16 ott.     | 2-2         | Andria BAT-Frosinone  | 0-1           | 4 mar.        |
| 16 ott.     | 1-0         | Bassano V.-Carrarese  | 0-1           | 4 mar.        |
| 16 ott.     | 1-2         | Cremonese-Portogruaro | 4-0           | 4 mar.        |
| 16 ott.     | 0-1         | Latina-Feralpisalò    | 1-2           | 4 mar.        |
| 16 ott.     | 4-3         | Piacenza-Prato        | 3-0           | 4 mar.        |
| 16 ott.     | 3-1         | Siracusa-Trapani      | 2-1           | 4 mar.        |
| 16 ott.     | 2-0         | Spezia-Pergocrema     | 2-1           | 4 mar.        |
| 16 ott.     | 1-0         | Südtirol-V. Lanciano  | 1-2           | 4 mar.        |
| 17 ott.     | 1-2         | Triestina-Barletta    | 1-1           | 4 mar.        |

| andata (7ª) | andata (7ª) | 7ª giornata            | ritorno (24ª) | ritorno (24ª) |
|             |             |                        |               |               |
| 12 ott.     | 1-1         | Barletta-Südtirol      | 2-3           | 25 feb.       |
| 12 ott.     | 3-1         | Carrarese-Andria BAT   | 0-2           | 25 feb.       |
| 12 ott.     | 0-1         | Feralpisalò-Piacenza   | 2-2           | 25 feb.       |
| 12 ott.     | 2-1         | Frosinone-Triestina    | 2-1           | 25 feb.       |
| 12 ott.     | 2-0         | Pergocrema-Siracusa    | 2-1           | 25 feb.       |
| 12 ott.     | 1-1         | Portogruaro-Bassano V. | 0-1           | 25 feb.       |
| 12 ott.     | 2-1         | Prato-Latina           | 1-0           | 24 feb.       |
| 12 ott.     | 0-0         | Trapani-Cremonese      | 4-2           | 27 feb.       |
| 12 ott.     | 0-0         | V. Lanciano-Spezia     | 0-1           | 25 feb.       |

| andata (8ª) | andata (8ª) | 8ª giornata           | ritorno (25ª) | ritorno (25ª) |
|             |             |                       |               |               |
| 16 ott.     | 2-2         | Andria BAT-Frosinone  | 0-1           | 4 mar.        |
| 16 ott.     | 1-0         | Bassano V.-Carrarese  | 0-1           | 4 mar.        |
| 16 ott.     | 1-2         | Cremonese-Portogruaro | 4-0           | 4 mar.        |
| 16 ott.     | 0-1         | Latina-Feralpisalò    | 1-2           | 4 mar.        |
| 16 ott.     | 4-3         | Piacenza-Prato        | 3-0           | 4 mar.        |
| 16 ott.     | 3-1         | Siracusa-Trapani      | 2-1           | 4 mar.        |
| 16 ott.     | 2-0         | Spezia-Pergocrema     | 2-1           | 4 mar.        |
| 16 ott.     | 1-0         | Südtirol-V. Lanciano  | 1-2           | 4 mar.        |
| 17 ott.     | 1-2         | Triestina-Barletta    | 1-1           | 4 mar.        |

| andata (9ª) | andata (9ª) | 9ª giornata            | ritorno (26ª) | ritorno (26ª) |
|             |             |                        |               |               |
| 23 ott.     | 0-2         | Barletta-Trapani       | 1-1           | 11 mar.       |
| 23 ott.     | 2-1         | Carrarese-Spezia       | 1-1           | 11 mar.       |
| 23 ott.     | 0-0         | Feralpisalò-Bassano V. | 2-1           | 11 mar.       |
| 23 ott.     | 1-1         | Frosinone-Latina       | 0-2           | 11 mar.       |
| 23 ott.     | 0-2         | Pergocrema-Piacenza    | 0-0           | 12 mar.       |
| 23 ott.     | 3-1         | Portogruaro-Triestina  | 0-1           | 9 mar.        |
| 23 ott.     | 0-0         | Prato-Cremonese        | 0-0           | 11 mar.       |
| 23 ott.     | 1-3         | Siracusa-Südtirol      | 0-0           | 11 mar.       |
| 23 ott.     | 2-1         | V. Lanciano-Andria BAT | 1-0           | 11 mar.       |

| andata (10ª) | andata (10ª) | 10ª giornata          | ritorno (27ª) | ritorno (27ª) |
|              |              |                       |               |               |
| 30 ott.      | 0-1          | Barletta-Feralpisalò  | 0-1           | 18 mar.       |
| 30 ott.      | 1-2          | Bassano V.-Siracusa   | 2-2           | 18 mar.       |
| 30 ott.      | 2-0          | Cremonese-V. Lanciano | 1-2           | 19 mar.       |
| 30 ott.      | 5-2          | Latina-Andria BAT     | 1-0           | 18 mar.       |
| 30 ott.      | 0-3          | Piacenza-Carrarese    | 2-2           | 18 mar.       |
| 30 ott.      | 0-2          | Spezia-Portogruaro    | 1-1           | 18 mar.       |
| 30 ott.      | 2-2          | Südtirol-Prato        | 3-2           | 18 mar.       |
| 30 ott.      | 2-2          | Trapani-Frosinone     | 2-1           | 18 mar.       |
| 30 ott.      | 3-2          | Triestina-Pergocrema  | 0-0           | 18 mar.       |

| andata (9ª) | andata (9ª) | 9ª giornata            | ritorno (26ª) | ritorno (26ª) |
|             |             |                        |               |               |
| 23 ott.     | 0-2         | Barletta-Trapani       | 1-1           | 11 mar.       |
| 23 ott.     | 2-1         | Carrarese-Spezia       | 1-1           | 11 mar.       |
| 23 ott.     | 0-0         | Feralpisalò-Bassano V. | 2-1           | 11 mar.       |
| 23 ott.     | 1-1         | Frosinone-Latina       | 0-2           | 11 mar.       |
| 23 ott.     | 0-2         | Pergocrema-Piacenza    | 0-0           | 12 mar.       |
| 23 ott.     | 3-1         | Portogruaro-Triestina  | 0-1           | 9 mar.        |
| 23 ott.     | 0-0         | Prato-Cremonese        | 0-0           | 11 mar.       |
| 23 ott.     | 1-3         | Siracusa-Südtirol      | 0-0           | 11 mar.       |
| 23 ott.     | 2-1         | V. Lanciano-Andria BAT | 1-0           | 11 mar.       |

| andata (10ª) | andata (10ª) | 10ª giornata          | ritorno (27ª) | ritorno (27ª) |
|              |              |                       |               |               |
| 30 ott.      | 0-1          | Barletta-Feralpisalò  | 0-1           | 18 mar.       |
| 30 ott.      | 1-2          | Bassano V.-Siracusa   | 2-2           | 18 mar.       |
| 30 ott.      | 2-0          | Cremonese-V. Lanciano | 1-2           | 19 mar.       |
| 30 ott.      | 5-2          | Latina-Andria BAT     | 1-0           | 18 mar.       |
| 30 ott.      | 0-3          | Piacenza-Carrarese    | 2-2           | 18 mar.       |
| 30 ott.      | 0-2          | Spezia-Portogruaro    | 1-1           | 18 mar.       |
| 30 ott.      | 2-2          | Südtirol-Prato        | 3-2           | 18 mar.       |
| 30 ott.      | 2-2          | Trapani-Frosinone     | 2-1           | 18 mar.       |
| 30 ott.      | 3-2          | Triestina-Pergocrema  | 0-0           | 18 mar.       |

| andata (11ª) | andata (11ª) | 11ª giornata          | ritorno (28ª) | ritorno (28ª) |
|              |              |                       |               |               |
| 30 nov.      | 1-1          | Andria BAT-Bassano V. | 2-0           | 25 mar.       |
| 6 nov.       | 1-1          | Feralpisalò-Spezia    | 0-3           | 25 mar.       |
| 7 nov.       | 0-1          | Frosinone-Cremonese   | 0-2           | 25 mar.       |
| 6 nov.       | 0-5          | Pergocrema-Trapani    | 0-0           | 25 mar.       |
| 6 nov.       | 1-1          | Portogruaro-Barletta  | 1-1           | 25 mar.       |
| 6 nov.       | 1-1          | Prato-Carrarese       | 0-0           | 25 mar.       |
| 6 nov.       | 3-0          | Siracusa-Piacenza     | 1-1           | 25 mar.       |
| 6 nov.       | 1-2          | Triestina-Südtirol    | 1-1           | 25 mar.       |
| 6 nov.       | 2-1          | V. Lanciano-Latina    | 3-1           | 25 mar.       |

| andata (12ª) | andata (12ª) | 12ª giornata          | ritorno (29ª) | ritorno (29ª) |
|              |              |                       |               |               |
| 13 nov.      | 2-0          | Barletta-Pergocrema   | 2-0           | 1º apr.       |
| 13 nov.      | 2-0          | Bassano V.-Triestina  | 2-2           | 1º apr.       |
| 13 nov.      | 1-1          | Carrarese-Siracusa    | 1-3           | 1º apr.       |
| 13 nov.      | 1-0          | Cremonese-Feralpisalò | 0-1           | 1º apr.       |
| 13 nov.      | 4-1          | Latina-Portogruaro    | 1-1           | 1º apr.       |
| 13 nov.      | 1-1          | Piacenza-Frosinone    | 0-2           | 1º apr.       |
| 13 nov.      | 1-0          | Spezia-Prato          | 2-2           | 1º apr.       |
| 13 nov.      | 1-1          | Südtirol-Andria BAT   | 1-3           | 1º apr.       |
| 13 nov.      | 1-3          | Trapani-V. Lanciano   | 0-0           | 1º apr.       |

| andata (11ª) | andata (11ª) | 11ª giornata          | ritorno (28ª) | ritorno (28ª) |
|              |              |                       |               |               |
| 30 nov.      | 1-1          | Andria BAT-Bassano V. | 2-0           | 25 mar.       |
| 6 nov.       | 1-1          | Feralpisalò-Spezia    | 0-3           | 25 mar.       |
| 7 nov.       | 0-1          | Frosinone-Cremonese   | 0-2           | 25 mar.       |
| 6 nov.       | 0-5          | Pergocrema-Trapani    | 0-0           | 25 mar.       |
| 6 nov.       | 1-1          | Portogruaro-Barletta  | 1-1           | 25 mar.       |
| 6 nov.       | 1-1          | Prato-Carrarese       | 0-0           | 25 mar.       |
| 6 nov.       | 3-0          | Siracusa-Piacenza     | 1-1           | 25 mar.       |
| 6 nov.       | 1-2          | Triestina-Südtirol    | 1-1           | 25 mar.       |
| 6 nov.       | 2-1          | V. Lanciano-Latina    | 3-1           | 25 mar.       |

| andata (12ª) | andata (12ª) | 12ª giornata          | ritorno (29ª) | ritorno (29ª) |
|              |              |                       |               |               |
| 13 nov.      | 2-0          | Barletta-Pergocrema   | 2-0           | 1º apr.       |
| 13 nov.      | 2-0          | Bassano V.-Triestina  | 2-2           | 1º apr.       |
| 13 nov.      | 1-1          | Carrarese-Siracusa    | 1-3           | 1º apr.       |
| 13 nov.      | 1-0          | Cremonese-Feralpisalò | 0-1           | 1º apr.       |
| 13 nov.      | 4-1          | Latina-Portogruaro    | 1-1           | 1º apr.       |
| 13 nov.      | 1-1          | Piacenza-Frosinone    | 0-2           | 1º apr.       |
| 13 nov.      | 1-0          | Spezia-Prato          | 2-2           | 1º apr.       |
| 13 nov.      | 1-1          | Südtirol-Andria BAT   | 1-3           | 1º apr.       |
| 13 nov.      | 1-3          | Trapani-V. Lanciano   | 0-0           | 1º apr.       |

| andata (13ª) | andata (13ª) | 13ª giornata          | ritorno (30ª) | ritorno (30ª) |
|              |              |                       |               |               |
| 21 nov.      | 1-0          | Andria BAT-Piacenza   | 0-0           | 4 apr.        |
| 20 nov.      | 0-0          | Bassano V.-Spezia     | 0-3           | 4 apr.        |
| 20 nov.      | 0-1          | Feralpisalò-Prato     | 3-2           | 4 apr.        |
| 20 nov.      | 2-1          | Latina-Südtirol       | 0-2           | 4 apr.        |
| 20 nov.      | 3-0          | Pergocrema-Frosinone  | 1-5           | 4 apr.        |
| 20 nov.      | 2-2          | Portogruaro-Trapani   | 5-1           | 4 apr.        |
| 20 nov.      | 2-0          | Siracusa-Barletta     | 2-3           | 4 apr.        |
| 20 nov.      | 1-0          | Triestina-Cremonese   | 1-1           | 4 apr.        |
| 20 nov.      | 1-1          | V. Lanciano-Carrarese | 3-1           | 4 apr.        |

| andata (14ª) | andata (14ª) | 14ª giornata            | ritorno (31ª) | ritorno (31ª) |
|              |              |                         |               |               |
| 27 nov.      | 1-1          | Andria BAT-Feralpisalò  | 0-0           | 25 apr.       |
| 27 nov.      | 1-1          | Carrarese-Südtirol      | 1-1           | 25 apr.       |
| 27 nov.      | 1-1          | Cremonese-Pergocrema    | 3-1           | 25 apr.       |
| 27 nov.      | 1-2          | Frosinone-Bassano V.    | 1-2           | 25 apr.       |
| 27 nov.      | 0-3          | Piacenza-Triestina      | 3-1           | 25 apr.       |
| 27 nov.      | 0-1          | Prato-Siracusa          | 0-3           | 25 apr.       |
| 27 nov.      | 1-1          | Spezia-Barletta         | 1-0           | 25 apr.       |
| 27 nov.      | 2-0          | Trapani-Latina          | 0-3           | 25 apr.       |
| 27 nov.      | 0-1          | V. Lanciano-Portogruaro | 3-2           | 25 apr.       |

| andata (13ª) | andata (13ª) | 13ª giornata          | ritorno (30ª) | ritorno (30ª) |
|              |              |                       |               |               |
| 21 nov.      | 1-0          | Andria BAT-Piacenza   | 0-0           | 4 apr.        |
| 20 nov.      | 0-0          | Bassano V.-Spezia     | 0-3           | 4 apr.        |
| 20 nov.      | 0-1          | Feralpisalò-Prato     | 3-2           | 4 apr.        |
| 20 nov.      | 2-1          | Latina-Südtirol       | 0-2           | 4 apr.        |
| 20 nov.      | 3-0          | Pergocrema-Frosinone  | 1-5           | 4 apr.        |
| 20 nov.      | 2-2          | Portogruaro-Trapani   | 5-1           | 4 apr.        |
| 20 nov.      | 2-0          | Siracusa-Barletta     | 2-3           | 4 apr.        |
| 20 nov.      | 1-0          | Triestina-Cremonese   | 1-1           | 4 apr.        |
| 20 nov.      | 1-1          | V. Lanciano-Carrarese | 3-1           | 4 apr.        |

| andata (14ª) | andata (14ª) | 14ª giornata            | ritorno (31ª) | ritorno (31ª) |
|              |              |                         |               |               |
| 27 nov.      | 1-1          | Andria BAT-Feralpisalò  | 0-0           | 25 apr.       |
| 27 nov.      | 1-1          | Carrarese-Südtirol      | 1-1           | 25 apr.       |
| 27 nov.      | 1-1          | Cremonese-Pergocrema    | 3-1           | 25 apr.       |
| 27 nov.      | 1-2          | Frosinone-Bassano V.    | 1-2           | 25 apr.       |
| 27 nov.      | 0-3          | Piacenza-Triestina      | 3-1           | 25 apr.       |
| 27 nov.      | 0-1          | Prato-Siracusa          | 0-3           | 25 apr.       |
| 27 nov.      | 1-1          | Spezia-Barletta         | 1-0           | 25 apr.       |
| 27 nov.      | 2-0          | Trapani-Latina          | 0-3           | 25 apr.       |
| 27 nov.      | 0-1          | V. Lanciano-Portogruaro | 3-2           | 25 apr.       |

| andata (15ª) | andata (15ª) | 15ª giornata           | ritorno (32ª) | ritorno (32ª) |
|              |              |                        |               |               |
| 4 dic.       | 1-0          | Barletta-Cremonese     | 2-2           | 22 apr.       |
| 4 dic.       | 0-0          | Bassano V.-Prato       | 2-0           | 22 apr.       |
| 2 dic.       | 2-2          | Feralpisalò-Carrarese  | 0-0           | 22 apr.       |
| 4 dic.       | 2-2          | Latina-Piacenza        | 1-1           | 22 apr.       |
| 4 dic.       | 0-2          | Pergocrema-V. Lanciano | 0-0           | 22 apr.       |
| 4 dic.       | 1-0          | Portogruaro-Frosinone  | 1-2           | 22 apr.       |
| 4 dic.       | 2-0          | Siracusa-Andria BAT    | 0-1           | 22 apr.       |
| 4 dic.       | 1-2          | Südtirol-Spezia        | 1-2           | 22 apr.       |
| 4 dic.       | 2-1          | Triestina-Trapani      | 2-3           | 22 apr.       |

| andata (16ª) | andata (16ª) | 16ª giornata          | ritorno (33ª) | ritorno (33ª) |
|              |              |                       |               |               |
| 11 dic.      | 1-2          | Andria BAT-Pergocrema | 0-0           | 29 apr.       |
| 11 dic.      | 0-0          | Carrarese-Barletta    | 0-2           | 29 apr.       |
| 11 dic.      | 2-0          | Cremonese-Latina      | 1-1           | 29 apr.       |
| 11 dic.      | 1-1          | Frosinone-Feralpisalò | 2-1           | 29 apr.       |
| 11 dic.      | 3-2          | Piacenza-Bassano V.   | 2-2           | 29 apr.       |
| 9 dic.       | 1-1          | Prato-Portogruaro     | 2-2           | 29 apr.       |
| 12 dic.      | 1-1          | Spezia-Triestina      | 2-1           | 29 apr.       |
| 11 dic.      | 1-0          | Trapani-Südtirol      | 1-1           | 29 apr.       |
| 11 dic.      | 1-1          | V. Lanciano-Siracusa  | 0-1           | 29 apr.       |

| andata (15ª) | andata (15ª) | 15ª giornata           | ritorno (32ª) | ritorno (32ª) |
|              |              |                        |               |               |
| 4 dic.       | 1-0          | Barletta-Cremonese     | 2-2           | 22 apr.       |
| 4 dic.       | 0-0          | Bassano V.-Prato       | 2-0           | 22 apr.       |
| 2 dic.       | 2-2          | Feralpisalò-Carrarese  | 0-0           | 22 apr.       |
| 4 dic.       | 2-2          | Latina-Piacenza        | 1-1           | 22 apr.       |
| 4 dic.       | 0-2          | Pergocrema-V. Lanciano | 0-0           | 22 apr.       |
| 4 dic.       | 1-0          | Portogruaro-Frosinone  | 1-2           | 22 apr.       |
| 4 dic.       | 2-0          | Siracusa-Andria BAT    | 0-1           | 22 apr.       |
| 4 dic.       | 1-2          | Südtirol-Spezia        | 1-2           | 22 apr.       |
| 4 dic.       | 2-1          | Triestina-Trapani      | 2-3           | 22 apr.       |

| andata (16ª) | andata (16ª) | 16ª giornata          | ritorno (33ª) | ritorno (33ª) |
|              |              |                       |               |               |
| 11 dic.      | 1-2          | Andria BAT-Pergocrema | 0-0           | 29 apr.       |
| 11 dic.      | 0-0          | Carrarese-Barletta    | 0-2           | 29 apr.       |
| 11 dic.      | 2-0          | Cremonese-Latina      | 1-1           | 29 apr.       |
| 11 dic.      | 1-1          | Frosinone-Feralpisalò | 2-1           | 29 apr.       |
| 11 dic.      | 3-2          | Piacenza-Bassano V.   | 2-2           | 29 apr.       |
| 9 dic.       | 1-1          | Prato-Portogruaro     | 2-2           | 29 apr.       |
| 12 dic.      | 1-1          | Spezia-Triestina      | 2-1           | 29 apr.       |
| 11 dic.      | 1-0          | Trapani-Südtirol      | 1-1           | 29 apr.       |
| 11 dic.      | 1-1          | V. Lanciano-Siracusa  | 0-1           | 29 apr.       |

| \| andata (17ª) \| andata (17ª) \| 17ª giornata \| ritorno (34ª) \| ritorno (34ª) \| \| \| \| \| \| \| \| 18 dic. \| 2-1 \| Barletta-Piacenza \| 2-2 \| 6 mag. \| \| 18 dic. \| 0-7 \| Bassano V.-Trapani \| 3-3 \| 6 mag. \| \| 18 dic. \| 1-1 \| Feralpisalò-V. Lanciano \| 2-1 \| 6 mag. \| \| 18 dic. \| 1-2 \| Latina-Spezia \| 0-3 \| 6 mag. \| \| 18 dic. \| 2-2 \| Pergocrema-Carrarese \| 1-4 \| 6 mag. \| \| 18 dic. \| 1-1 \| Portogruaro-Andria BAT \| 0-5 \| 6 mag. \| \| 18 dic. \| 1-0 \| Siracusa-Frosinone \| 1-0 \| 6 mag. \| \| 18 dic. \| 2-0 \| Südtirol-Cremonese \| 1-1 \| 6 mag. \| \| 18 dic. \| 0-2 \| Triestina-Prato \| 0-5 \| 6 mag. \| |              |                         |               |               |
| andata (17ª) | andata (17ª) | 17ª giornata            | ritorno (34ª) | ritorno (34ª) |
| |              |                         |               |               |
| 18 dic. | 2-1          | Barletta-Piacenza       | 2-2           | 6 mag.        |
| 18 dic. | 0-7          | Bassano V.-Trapani      | 3-3           | 6 mag.        |
| 18 dic. | 1-1          | Feralpisalò-V. Lanciano | 2-1           | 6 mag.        |
| 18 dic. | 1-2          | Latina-Spezia           | 0-3           | 6 mag.        |
| 18 dic. | 2-2          | Pergocrema-Carrarese    | 1-4           | 6 mag.        |
| 18 dic. | 1-1          | Portogruaro-Andria BAT  | 0-5           | 6 mag.        |
| 18 dic. | 1-0          | Siracusa-Frosinone      | 1-0           | 6 mag.        |
| 18 dic. | 2-0          | Südtirol-Cremonese      | 1-1           | 6 mag.        |
| 18 dic. | 0-2          | Triestina-Prato         | 0-5           | 6 mag.        |

| andata (17ª) | andata (17ª) | 17ª giornata            | ritorno (34ª) | ritorno (34ª) |
|              |              |                         |               |               |
| 18 dic.      | 2-1          | Barletta-Piacenza       | 2-2           | 6 mag.        |
| 18 dic.      | 0-7          | Bassano V.-Trapani      | 3-3           | 6 mag.        |
| 18 dic.      | 1-1          | Feralpisalò-V. Lanciano | 2-1           | 6 mag.        |
| 18 dic.      | 1-2          | Latina-Spezia           | 0-3           | 6 mag.        |
| 18 dic.      | 2-2          | Pergocrema-Carrarese    | 1-4           | 6 mag.        |
| 18 dic.      | 1-1          | Portogruaro-Andria BAT  | 0-5           | 6 mag.        |
| 18 dic.      | 1-0          | Siracusa-Frosinone      | 1-0           | 6 mag.        |
| 18 dic.      | 2-0          | Südtirol-Cremonese      | 1-1           | 6 mag.        |
| 18 dic.      | 0-2          | Triestina-Prato         | 0-5           | 6 mag.        |

### Spareggi

#### Play-off

##### Tabellone
|  | Semifinali | Semifinali      | Semifinali | Semifinali | Semifinali |  |  | Finale | Finale          | Finale | Finale | Finale |  |
|  |            |                 |            |            |            |  |  |        |                 |        |        |        |  |
|  | 4          | Virtus Lanciano | 1          | 2          | 3          |  |  |        |                 |        |        |        |  |
|  | 3          | Siracusa        | 0          | 2          | 2          |  |  | 4      | Virtus Lanciano | 1      | 3      | 4      |  |
|  | 5          | Cremonese       | 1          | 1          | 2          |  |  | 2      | Trapani         | 1      | 1      | 2      |  |
|  | 2          | Trapani         | 1          | 1          | 2          |  |  |        |                 |        |        |        |  |

##### Semifinali
|                 | Risultati |                 | Luogo e data             |
| --------------- | --------- | --------------- | ------------------------ |
| Cremonese       | 1-1       | Trapani         | Cremona, 20 maggio 2012  |
| Trapani         | 1-1       | Cremonese       | Erice, 27 maggio 2012    |
|                 |           |                 |                          |
| Virtus Lanciano | 1-0       | Siracusa        | Lanciano, 20 maggio 2012 |
| Siracusa        | 2-2       | Virtus Lanciano | Siracusa, 27 maggio 2012 |
|                 |           |                 |                          |

##### Finali
|                 | Risultati |                 | Luogo e data            |
| --------------- | --------- | --------------- | ----------------------- |
| Virtus Lanciano | 1-1       | Trapani         | Lanciano, 3 giugno 2012 |
| Trapani         | 1-3       | Virtus Lanciano | Erice, 10 giugno 2012   |
|                 |           |                 |                         |

#### Play-out
|           | Risultati |           | Luogo e data             |
| --------- | --------- | --------- | ------------------------ |
| Piacenza  | 1-0       | Prato     | Piacenza, 20 maggio 2012 |
| Prato     | 1-0       | Piacenza  | Prato, 27 maggio 2012    |
|           |           |           |                          |
| Latina    | 2-0       | Triestina | Latina, 20 maggio 2012   |
| Triestina | 2-2       | Latina    | Trieste, 27 maggio 2012  |
|           |           |           |                          |

### Statistiche

#### Squadre

##### Primati stagionali
Squadre
- Maggior numero di vittorie: Siracusa (18)
- Minor numero di sconfitte: Spezia (6)
- Miglior serie di vittorie: Trapani (9 vittorie consecutive dalla 16ª alla 24ª giornata)
- Migliore attacco: Trapani (57 gol fatti)
- Miglior difesa: Spezia (29 gol subiti)
- Miglior differenza reti: Spezia (+19)
- Maggior numero di pareggi: Barletta, Sudtirol e Piacenza (13)
- Minor numero di pareggi: Frosinone (6)
- Minor numero di vittorie: Bassano Virtus (7)
- Maggior numero di sconfitte: Triestina (17)
- Peggiore attacco: Bassano Virtus (29 gol fatti)
- Peggior difesa: Triestina (55 gol subiti)
- Peggior differenza reti: Bassano Virtus (-19)
- Miglior serie positiva: Siracusa (13 risultati utili consecutivi, dalla 9ª alla 22ª giornata)

Partite
- Partita con più reti (7):

Piacenza - Prato 4-3
Bassano Virtus - Trapani 0-7
Latina - Andria 5-2
- Partita con maggiore scarto di gol (7):

Bassano Virtus - Trapani 0-7
- Maggior numero di reti segnate in una giornata: 34 (34ª giornata)
- Minor numero di reti segnate in una giornata: 9 (22ª giornata)

#### Individuali

##### Classifica marcatori
| Gol | Rigori |  | Giocatore          | Squadra         |
| --- | ------ |  | ------------------ | --------------- |
| 17  | 3      |  | Giuseppe Le Noci   | Cremonese       |
| 15  | 6      |  | Felice Evacuo      | Spezia          |
| 15  | 0      |  | Leonardo Pavoletti | Virtus Lanciano |
| 14  | 0      |  | Denis Godeas       | Triestina       |
| 14  | 0      |  | Giuseppe Madonia   | Trapani         |
| 14  | 0      |  | Fabio Mazzeo       | Barletta        |
| 13  | 6      |  | Manuel Fischnaller | Südtirol        |
| 11  | 3      |  | Antonio Gaeta      | Carrarese       |
| 11  | 4      |  | Andrea Pisanu      | Prato           |